# Умершие в июне 2021 года
Это список известных людей, соответствующих установленным критериям значимости (см. Википедия:Критерии значимости персоналий), умерших в июне 2021 года.
Причина смерти указывается лишь в исключительных случаях (убийство, самоубийство, гибель в результате военных действий, смертная казнь, ДТП или несчастные случаи). В остальных случаях — не указывается.

## 30 июня
- Абасс, Бонфо (72) — тоголезский государственный деятель, и. о. президента Того (2005)[1].
- Балачан, Владимир Фёдорович (82) — советский и российский поэт, автор слов гимна Омской области[2].
- Бриггс, Вик (76) — британский блюзовый и рок-музыкант[3].
- Василакис, Адамантиос (79) — греческий дипломат, постоянный представитель Греции при ООН (2002—2007)[4].
- Виала, Ален (73) — французский историк и социолог литературы, культуролог[5].
- Даниельссон, Инге (80) — шведский футболист[6].
- Лялин, Сергей Геннадиевич (59) — российский актёр и режиссёр, основатель Воронежского камерного театра[7].
- Манкузо, Джузеппе (94) — итальянский политический деятель[8].
- Маричич, Андрея (62) — сербский актёр[9].
- Морё, Джэнет (93) — американская легкоатлетка, чемпионка летних Олимпийских игр в Хельсинки (1952)[10].
- Патриот (59) — американский рестлер и игрок в американский футбол, более известный под псевдонимами Солдат (англ. The Trooper) и Патриот (англ. The Patriot)[11].
- Смирнова, Наталья Александровна (60) — советская и российская актриса[12].
- Тахо-Годи, Муминат Алибековна (90) — советский и российский филолог, специалист в области французской литературы, дочь Алибека Тахо-Годи, сестра Азы Тахо-Годи[13].
- Хужахметов, Азамат Шарифович (59) — башкирский кинорежиссёр, сценарист, художник, директор киностудии «Башкортостан» (2012—2018)[14].
- Чалганов, Анатолий Иванович (87) — советский военный врач, генерал-майор[15].
- Ших, Тарас Зенонович (41) — украинский музыкант[16].

## 29 июня

Вики Перец

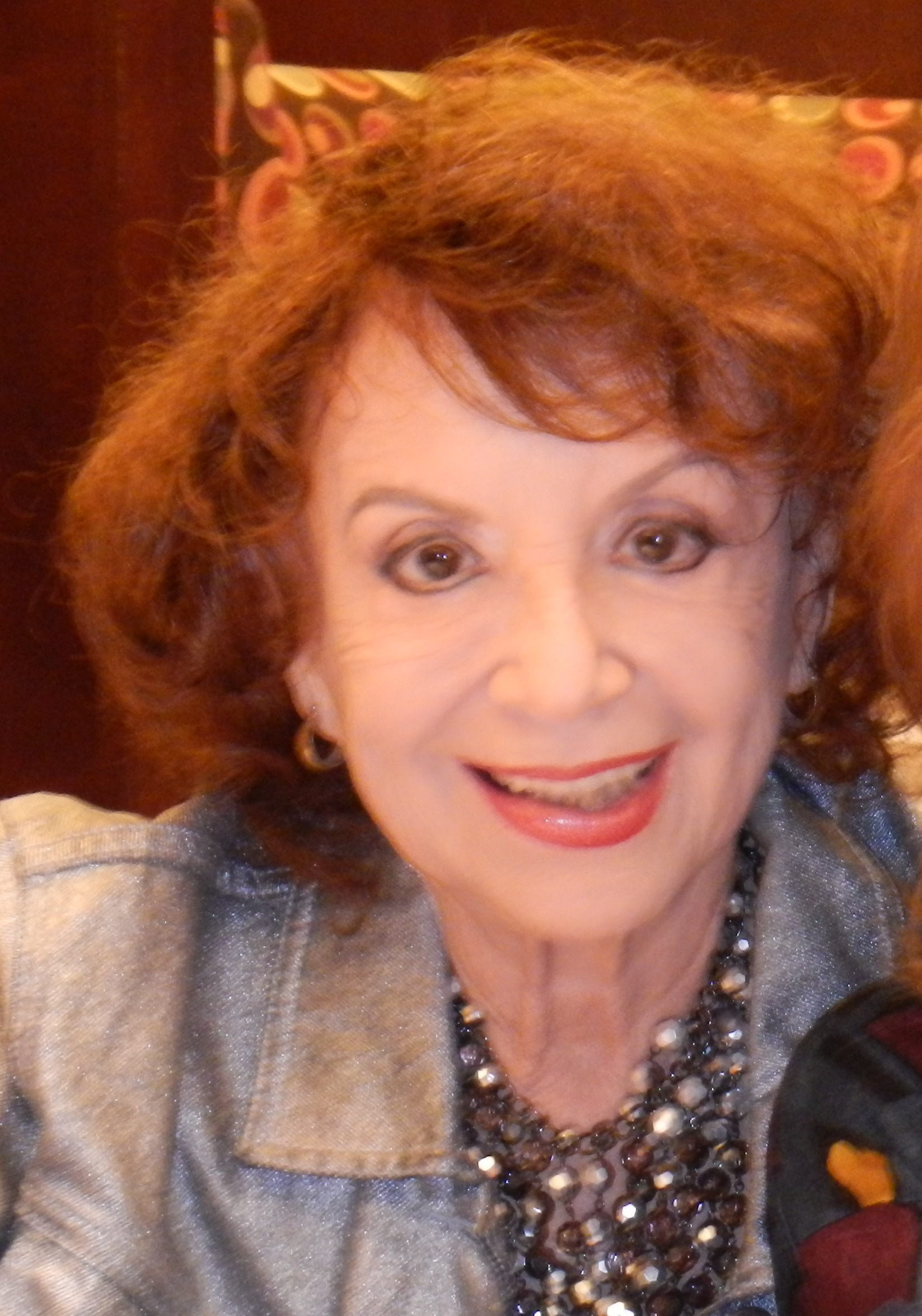
Делия Фиальо

- Абду, Даленда (92) — тунисская актриса[17].
- Акопов, Нерсес Иванович (77) — советский спортивный журналист и статистик, специалист по футболу[18].
- Алексич, Йордан (71) — сербский государственный деятель, министр по защите окружающей среды[19].
- Андрушкевич, Анна (98) — польская фолк-певица[20].
- Бакырджиев, Евгений (65) — болгарский политический деятель, вице-премьер Болгарии (1997—1999)[21].
- Виргетти, Сесар (66) — боливийский государственный деятель, член Палаты депутатов Боливии (с 2020)[22].
- Воропаев, Александр Алексеевич (80) — советский и российский кинорежиссёр[23].
- Гергель, Виктор Павлович (66) — советский и российский математик, директор Института информационных технологий, математики и механики Университета Лобачевского (2015—2021)[24].
- Горлов, Виктор Николаевич (69) — российский спортивный функционер, президент и основатель Детской футбольной лиги (с 1993)[25].
- Гулбис, Ростислав Эдуардович (32) — российский актёр и продюсер[26].
- Деймон, Стюарт (84) — американский актёр[27].
- Зильберман, Самуил Моисеевич (75) — советский и российский промышленник, основатель и руководитель Магистральных электрических сетей Сибири, заслуженный энергетик Российской Федерации[28].
- Ибрагимов, Марат Хаджи-Гали (92) — советский и российский учёный-теплофизик, заместитель директора НПО «Энергия» (ВНИИАЭС) (1975—1981)[29].
- Йовчев, Ростислав (59) — болгарский пианист[30].
- Лакруа, Ксавье (74) — французский философ и теолог[31].
- Лопатин, Владимир Владимирович (86) — советский и российский лингвист, доктор филологических наук (1976), главный научный сотрудник Института русского языка им. В. В. Виноградова РАН; председатель Орфографической комиссии РАН в 2000—2014 годах; лауреат Государственной премии СССР (1982)[32].
- Лоутон, Джон (74) — британский рок-музыкант, вокалист, получивший наибольшую известность как участник группы Uriah Heep[33].
- Мнацаканян, Сергей Мигранович (76) — советский и российский поэт[34].
- Омельченко, Любовь Дмитриевна (73) — советская и российская актриса, жена драматурга Евгения Митько[35].
- Орехов, Борис Иванович (77) — советский и российский математик, педагог, основатель и первый директор Таганрогского лицея[36].
- Перец, Вики (68) — израильский футболист и тренер, игрок национальной сборной[37].
- Прокопенко, Иван Фёдорович (85) — украинский экономист и педагог, заслуженный работник образования Украины[38].
- Рамсфелд, Дональд (88) — американский государственный деятель, министр обороны США (1975—1977 и 2001—2006)[39].
- Рейнольдс, Сьюзен (92) — британский историк[40].
- Савирис, Онси (90) — египетский предприниматель[41].
- Сюэ Юйцюнь (89) — китайский гидрогеолог, академик Китайской академии наук[42].
- Фасина, Альберт Айинде (81) — нигерийский католический прелат, епископ Иджебу-Оде (1990—2019)[43].
- Фиальо, Делия (96) — венесуэльская и кубинская писательница и сценаристка[44][45].
- Феттвейс, Эмиль Хосе (93) — бельгийский архитектор[46].
- Эйрд, Джок (94) — шотландский футболист[47].

## 28 июня

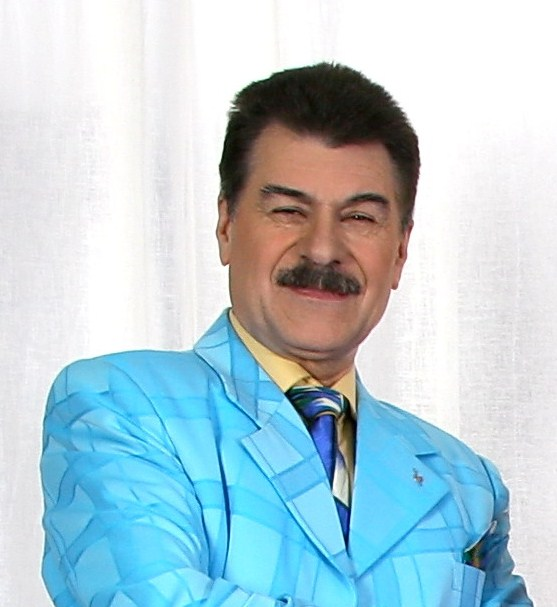
Георгий Мамиконов

- Бобровский, Александр Викторович (79) — советский и российский музыкант, альтист, профессор Московской государственной консерватории имени П. И. Чайковского[48].
- Ермишкин, Владимир Викторович (72) — советский и российский архитектор[49].
- Жэнь Иду (99) — американский историк китайского происхождения[50].
- Конголо, Жанно Мвензе (60 или 61) — конголезский политик, министр внутренних дел Демократической Республики Конго (1997—1998)[51].
- Кулак, Поль (78) — французский композитор армянского происхождения, автор более 200 музыкальных композиций для телеигры «Форт Боярд»[52].

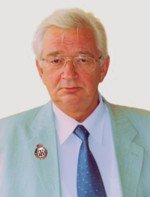
Анатолий Дудырев

- Анатолий ДудыревЛевин, Николай Ильич (76) — советский и российский музейный деятель, директор музея Спасское-Лутовиново, заслуженный работник культуры Российской Федерации[53].
- Лю Сюжун (89) — китайская актриса[54].
- Мамиконов, Георгий Рубенович (76) — основатель и руководитель шоу-группы «Доктор Ватсон», заслуженный деятель искусств РФ (2006), заслуженный артист РФ (1995)[55].
- Моренец, Владимир Филиппович (68) — советский и украинский литературовед[56].
- Николич, Вера (72) — югославская легкоатлетка, двукратная победительница чемпионатов Европы по лёгкой атлетике: в Будапеште (1966) и в в Хельсинки (1971)[57].
- Салмин, Ахмед — бахрейнский футболист[58].
- Соуза, Лазаро Барбоса (32) — бразильский преступник и убийца; убит[59].
- Спенс, Джон (75) — австралийско-американский физик, член Австралийской АН (2016)[60], иностранный член Лондонского королевского общества[61].
- Стажадзе, Леван Лонгинозович (83) — советский и российский врач-анестезиолог. Руководитель отдела медицинского обеспечения пилотируемых космических полетов Института медико-биологических проблем РАН (1972—1987)[62].
- Тернявский, Валентин Григорьевич (87) — советский и российский пианист, музыковед, редактор и телеведущий[63].
- Эйдельман, Семён Исаакович (72) — советский и российский физик[64].

## 27 июня

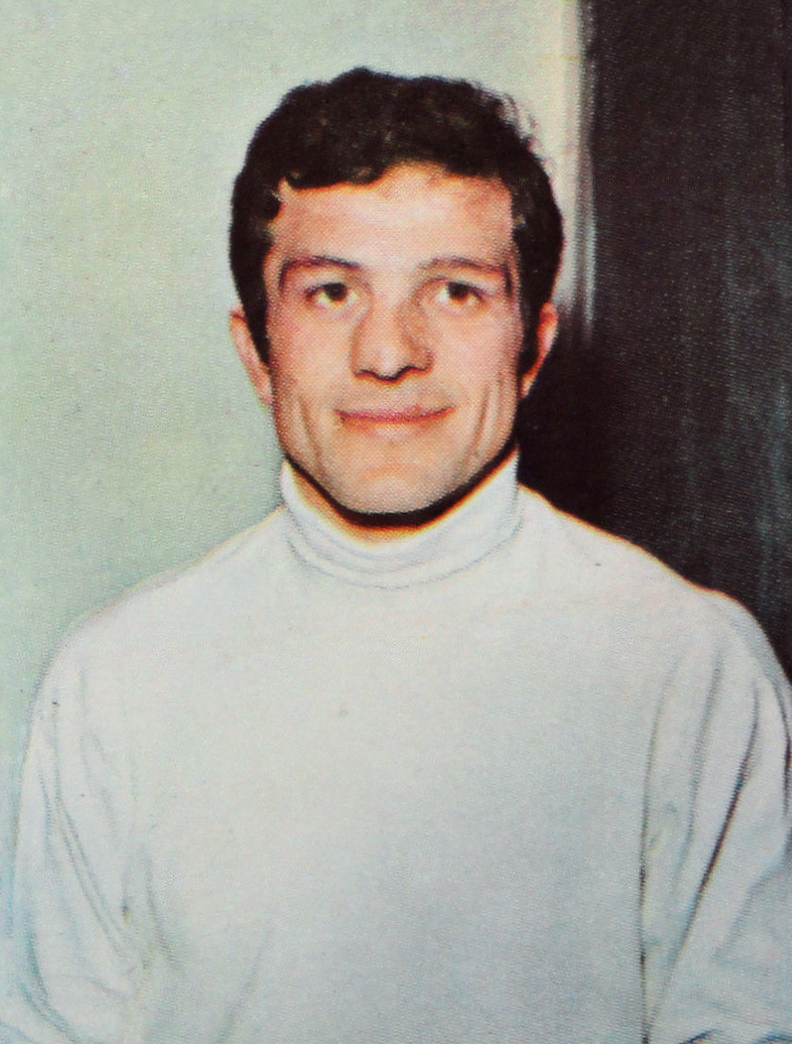
Сильвано Бертини

- Бертини, Сильвано (81) — итальянский боксёр, бронзовый призёр летних Олимпийских игр 1964 года в Токио[65].
- Воеводин, Виктор Николаевич (75) — украинский учёный в области ядерной энергетики, член-корреспондент НАНУ (2012)[66].
- Дробот, Евгений Павлович (74) — латвийский политический деятель, депутат Верховного Совета Латвийской ССР (Латвийской Республики) (1990—1993)[67].
- Дудырев, Анатолий Сергеевич (76) — российский учёный, ректор СПбГТИ(ТУ)[68].
- Карп, Илие Васильевич (60) — молдавский футбольный тренер, заслуженный тренер Молдавии[69].
- Кацура, Олег Геннадьевич (61) — советский и российский поп-музыкант[70].
- Коновалова, Нина Петровна (84) — советская и российская театральная актриса, артистка Театра имени Моссовета[71].
- Куршид Шахид, Бегум (95) — пакистанская актриса[72].
- Леоненко, Валентина Ивановна (95) — советская и российская общественная деятельница, глава Международной ассоциации общественных организаций блокадников Ленинграда[73].
- Пепс Перссон (74) — шведский музыкант и композитор[74].
- Сайинер, Угуртан (77) — турецкий актёр[75].
- Фалькейд, Кольбейн (87) — норвежский поэт[76].

## 26 июня

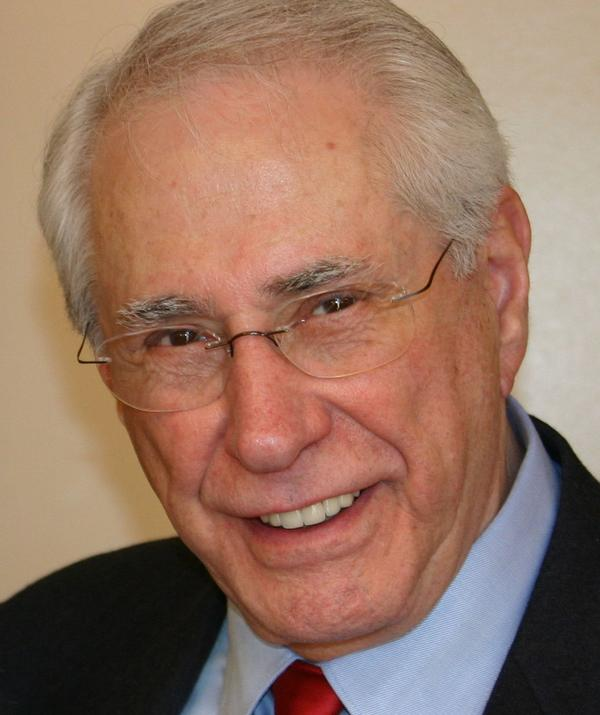
Майк Гравел

Фредерик Ржевски

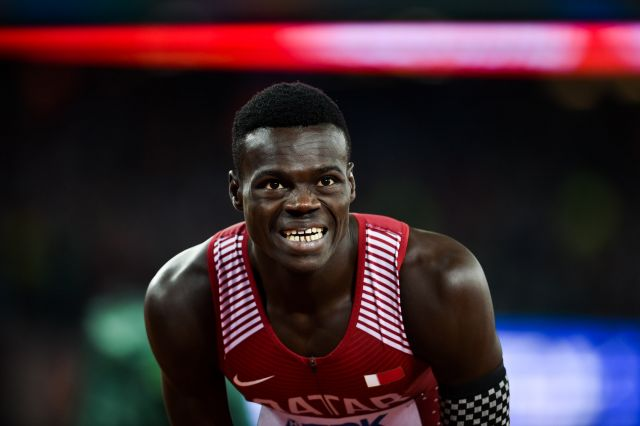
Абдалелах Харун

- Бианки, Виталий Витальевич (95) — советский и российский орнитолог, биолог и эколог, доктор биологических наук, сын писателя Виталия Бианки[77].
- Бурлаков, Олег Леонидович (72) — российский миллиардер[78].
- Гравел, Майк (91) — американский государственный деятель, член Сената США от штата Аляска (1969—1981)[79].
- Грубов, Дмитрий Юрьевич (68) — советский боксёр и тренер, дважды бронзовый призёр чемпионатов СССР, заслуженный тренер России (1996)[80].
- Зиновьев, Пётр Львович (88) — британский инженер и изобретатель русского происхождения[81].
- Моралес Эрлих, Хосе Антонио (85) — сальвадорский юрист и государственный деятель, член правящей военно-гражданской хунты в первые годы гражданской войны. Мэр Сан-Сальвадора (1974—1976 и 1985—1987)[82].
- Попова, Наталья Ивановна (72) — советская и российская актриса театра и кино, артистка театра «Балтийский дом», заслуженная артистка РСФСР (1983)[83].
- Пчельников, Игорь Владимирович (90) — советский и российский живописец, народный художник Российской Федерации (2000), академик РАХ (2007)[84].
- Ржевский, Фредерик (83) — американский композитор и пианист[85].
- Солингер, Джонни (55) — американский вокалист, певец[86].
- Харун, Абдалелах (24) — катарский легкоатлет, бронзовый призёр чемпионата мира в Лондоне в беге на 400 м (2017); ДТП[87].
- Хасселл, Джон (84) — американский композитор[88].
- Хосо, Мир Хазар Хан (91) — пакистанский юрист и государственный деятель, временный премьер-министр Пакистана (2013)[89].

## 25 июня
- Альберт-и-Ривас, Люис (98) — испанский каталонский композитор и музыковед[90].
- Аманов, Акиф Мами оглы (79) — советский азербайджанский нефтяник, Герой Социалистического Труда (1980)[91].
- Барнет, Ольга Борисовна (69) — советская и российская актриса театра и кино, актриса МХТ имени Чехова, народная артистка Российской Федерации (1998), дочь Бориса Барнета и Аллы Казанской[92].
- Боррего, Орландо (85) — кубинский революционер и экономист[93].
- Бутте, Серж (66) — французский пловец, участник Летних Олимпийских игр 1976 года в Монреале[94].
- Бутырин, Владимир Николаевич (75) — советский футболист, советский и российский футбольный тренер[95].
- Каптур, Анатолий Александрович (74) — советский и белорусский гребец и тренер по гребле на байдарках и каноэ, заслуженный тренер СССР[96].
- Кенни, Джун (87) — американская актриса.
- Крыстев, Иво (43) — болгарский актёр и сценарист[97].
- Крупенникова, Екатерина Евгеньевна (81) — советская и украинская актриса театра и кино, заслуженная артистка УССР (1973)[98].
- Михайленко, Андрей Евгеньевич (56 или 57) — российский художник-реставратор[99].
- Сарантидис, Костас (94) — греческий военный, воевавший на стороне Вьентминя во время Индокитайской войны[100].
- Райзер, Юрий Петрович (94) — советский и российский физик-теоретик, доктор физико-математических наук, главный научный сотрудник Института проблем механики им. А. Ю. Ишлинского Российской академии наук, лауреат Ленинской и Государственной премии СССР[101].
- Рива, Умберто (93) — итальянский архитектор и дизайнер[102].
- Сиренко, Игорь Михайлович (80) — советский и российский театральный режиссёр и актёр, заслуженный артист РСФСР (1979), заслуженный деятель искусств России (2004). Основатель и художественный руководитель Московского драматического театра «Сопричастность»[103].
- Ферруфино, Маркос (58) — боливийский футболист и футбольный менеджер[104].
- Эрман, Джон (85) — американский телережиссёр, актёр и продюсер[105].

## 24 июня

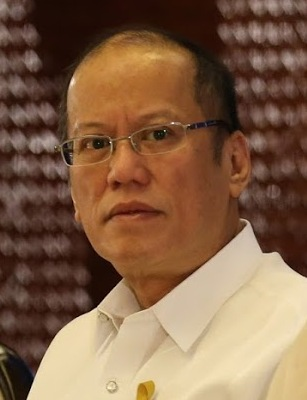
Бенигно Акино

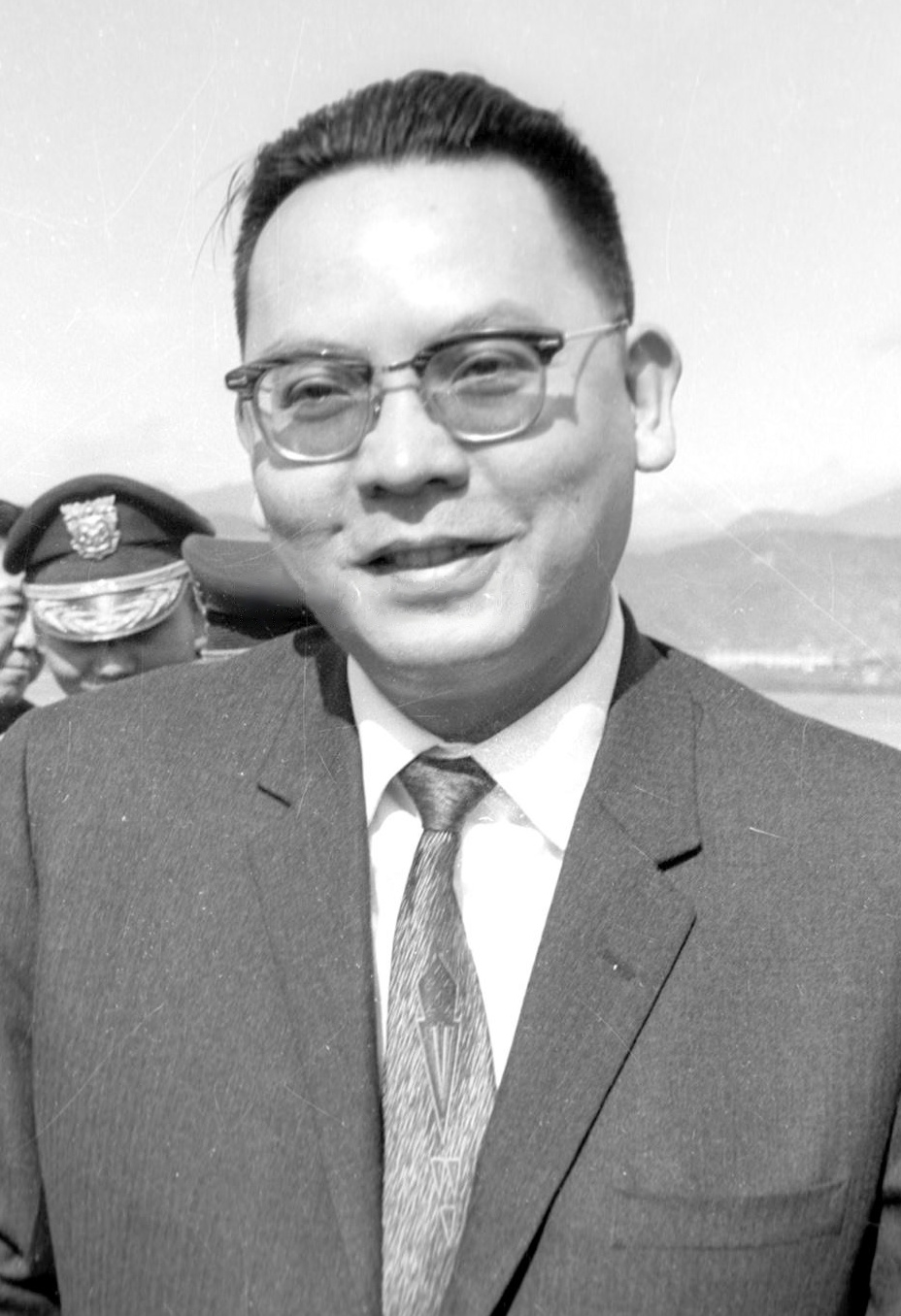
Чан Тхьен Кхьем

- Акино, Бенигно (61) — президент Филиппин (2010—2016), сын К. Акино[106].
- Волгина, Инна Аркадьевна (53) — российская актриса[107].
- Дайлакис, Ставрос (66) — греческий политический деятель, депутат парламента Греции[108].
- Данн, Стефен (82) — американский поэт, лауреат Пулитцеровской премии[104].
- Кобзев, Анатолий Васильевич (77) — советский и российский деятель науки, ректор Томского государственного университета систем управления и радиоэлектроники (1999—2009)[109].
- Маркович, Владана (55) — сербская джазовая певица[110].
- Моисеева, Ольга Николаевна (92) — советская балерина и балетный педагог, солистка Кировского театра (1947—1973), народная артистка СССР (1983)[111].
- Принц, Виктор Яковлевич (71) — российский физик, сотрудник ИФП СО РАН, член-корреспондент РАН (2019)[112].
- Ревентберг, Мед (73) — шведская актриса[113].
- Сория, Элеасар (73) — перуанский футболист, обладатель Кубка Америки (1975) в составе национальной сборной[114].
- Ходов, Камал Хазбиевич (80) — советский и российский осетинский поэт, переводчик и литературный критик, народный поэт Северо-Осетинской АССР[115].
- Чан Тхьен Кхьем (95) — южновьетнамский государственный деятель, премьер-министр Южного Вьетнама (1969—1975)[116].
- Чидзамбва, Мишек (66) — зимбабвийский футболист[117].
- Чутко, Александр Яковлевич (74) — советский актёр, заслуженный артист России (2007), артист Театра Российской армии[118]

## 23 июня

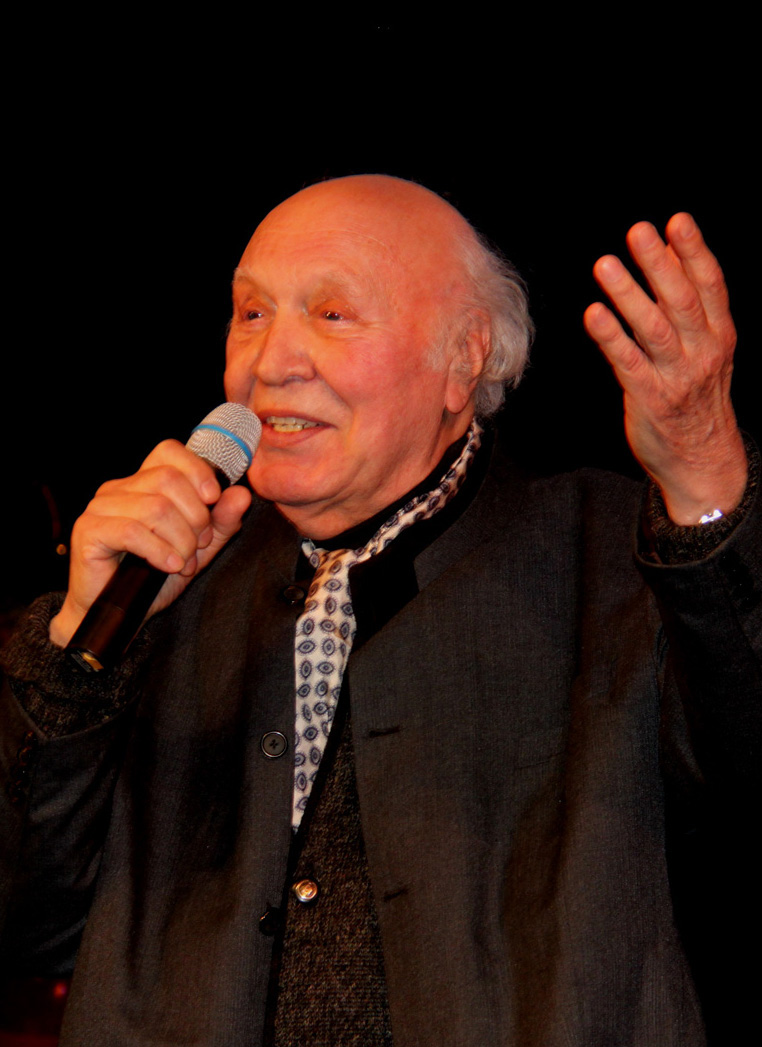
Виктор Балашов

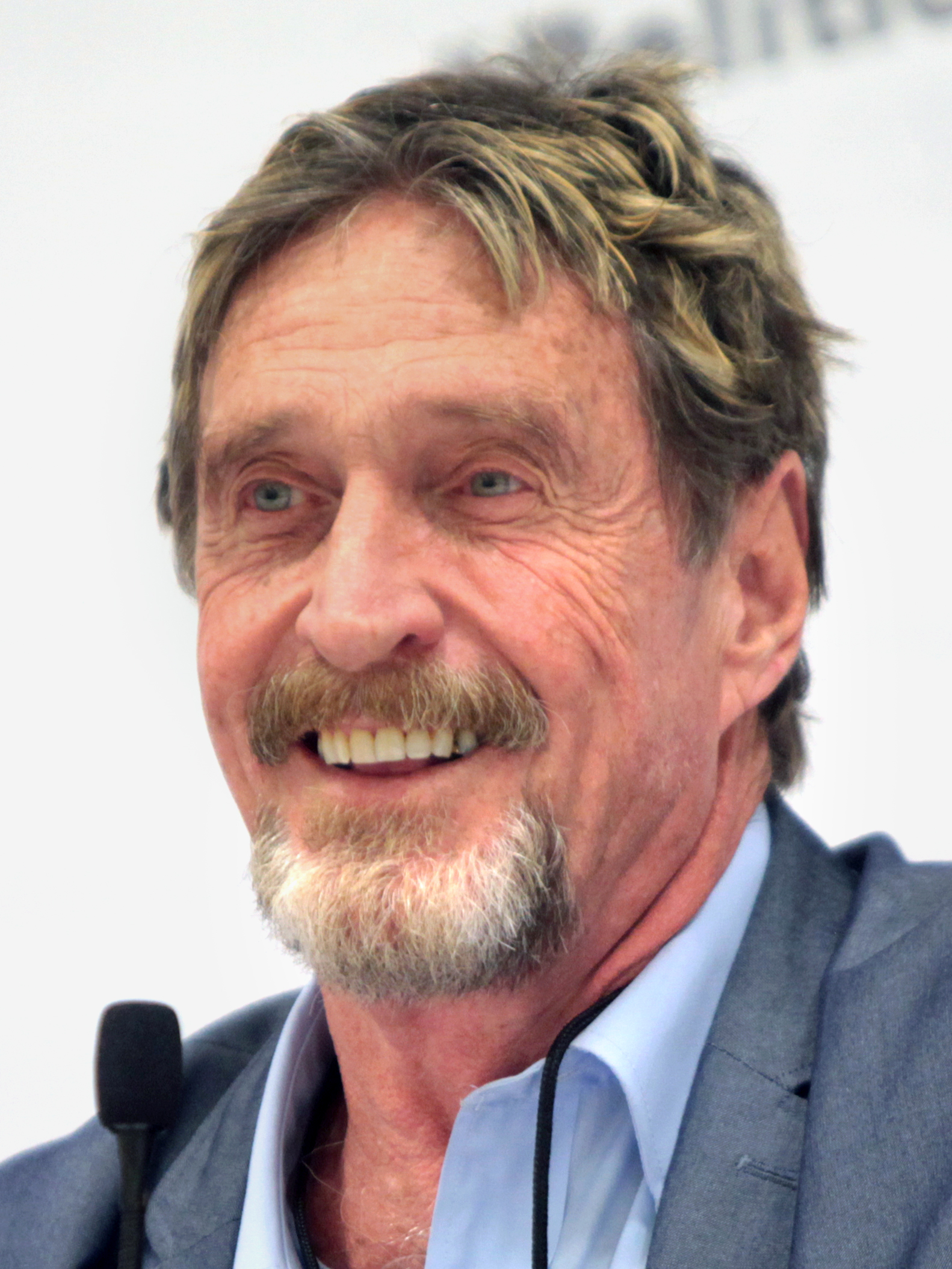
Джон Макафи

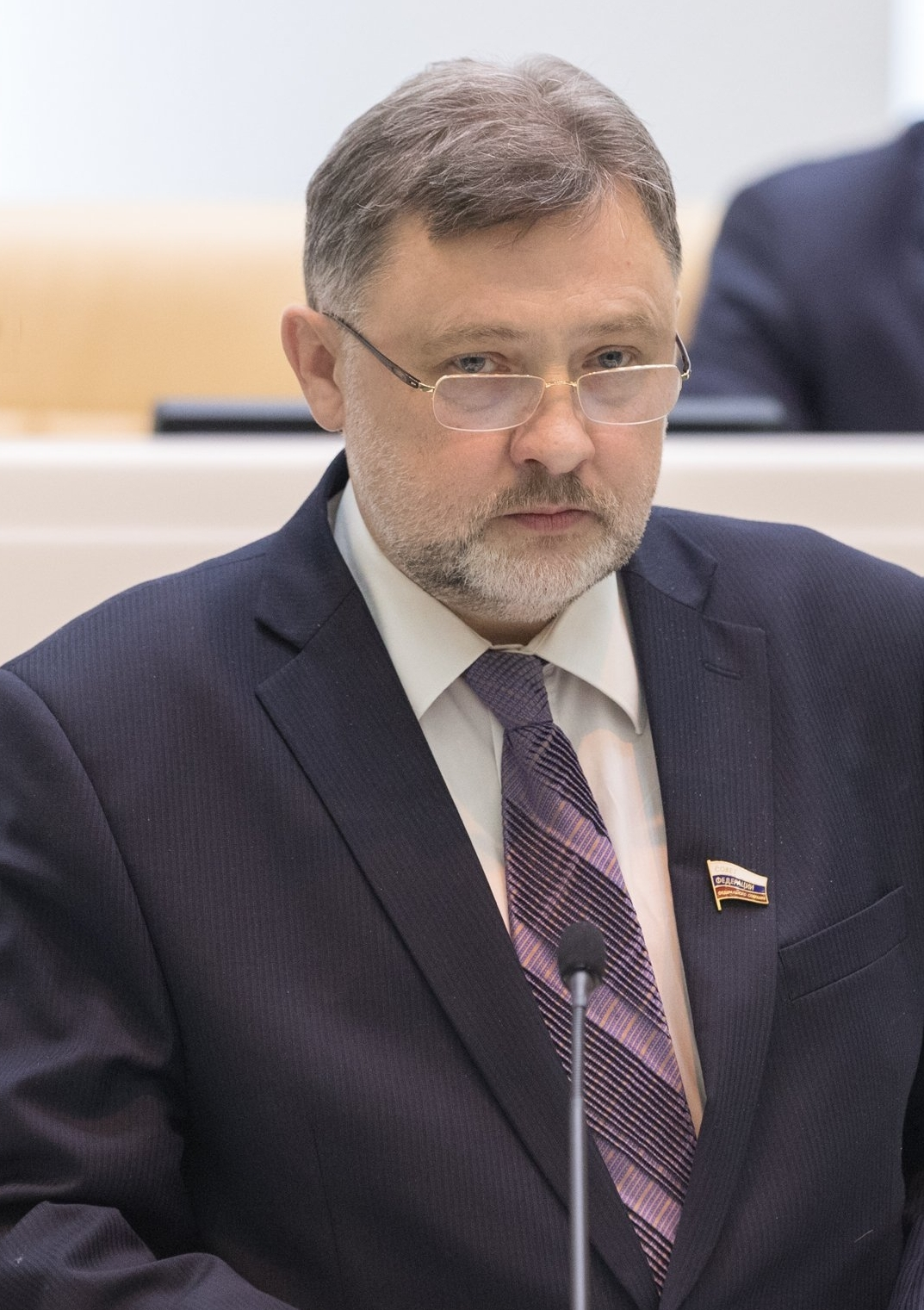
Вячеслав Шверикас

- Аралев, Ёрмахмад Аралевич (67) — советский и таджикский актёр[119].
- Балашов, Виктор Иванович (96) — советский и российский телерадиодиктор, народный артист Российской Федерации (1997)[120].
- Бытко, Юрий Ильич (78) — советский и российский учёный-правовед, профессор Саратовской государственной юридической академии. Заслуженный юрист Российской Федерации (1999)[121].
- Грек, Феликс Захарович (92) — советский и российский поэт[122].
- Дерябин, Альберт Борисович (64) — российский музейный деятель, создатель музея бересты в Смоленском Поозерье[123].
- Кароляк, Войцех (81) — польский музыкант и композитор[124].
- Кварацхелия, Гуча Шалвовна (80) — грузинский языковед, директор Института лингвистики им. Арн. Чикобавы (1993—2006), академик НАН Грузии (2013)[125].
- Куташов, Вячеслав Анатольевич (47) — российский невролог, доктор медицинских наук, профессор ВГМУ[126].
- Лебёпен, Ален-Поль-Шарль (76) — французский прелат и ватиканский дипломат, апостольский нунций при Европейском союзе (2012—2020)[127].
- Ливнат, Шуламит (91) — израильская певица, мать Лимор Ливнат[128].
- Лондон, Брайан (87) — британский профессиональный боксёр, соперник Мухаммеда Али по титульному поединку[129].
- Макафи, Джон (75) — американский программист, основатель компании-разработчика антивирусного программного обеспечения McAfee; самоубийство[130].
- Мотрошилова, Нелли Васильевна (87) — советский и российский философ, доктор философских наук (1970), профессор (1975)[131].
- Осокин, Александр Павлович (68) — российский художник, автор герба города Искитим[132].
- Пастухов, Владимир Павлович (84) — советский хозяйственный деятель, Герой Социалистического Труда (1971)[133] (о смерти объявлено в этот день).
- Пенроуз, Берил (90) — австралийская теннисистка.
- Полькин, Георгий Борисович (70) — советский и российский волейболист и арбитр[134].
- Потапов, Виктор Павлович (87) — советский и российский военачальник, командующий авиацией ВМФ СССР / Российской Федерации (1988—1994), заслуженный военный лётчик СССР (1975), генерал-полковник авиации (1985)[135].
- Севенард, Юрий Константинович (85) — советский и российский гидростроитель, депутат Государственной думы Российской Федерации 1—2-го созыва[136].
- Сычёв, Михаил Фёдорович (85) — советский государственный и партийный деятель, второй секретарь Вологодского обкома КПСС (1985—1991)[137].
- Топчиев, Леонид Георгиевич (91) — советский и российский актёр, заслуженный артист РСФСР (1969)[138].
- Шверикас, Вячеслав Николаевич (60) — российский политический деятель, член Совета Федерации (2004—2017)[139].
- Эдвардс, Дэвид (56) — валлийский музыкант и писатель[140].

## 22 июня
- Богомаз, Владимир Иванович (75) — украинский артист оперетты, народный артист Украины (2008)[141].
- Гегину, Жан (79) — французский дипломат, посол Франции в Великобритании и Чехословакии[142].
- Гонсалес, Орасио (77) — аргентинский общественный деятель, директор Национальной публичной библиотеки Аргентины[143].
- Думанский, Ярослав Мирославович (61) — советский футболист[144].
- Кхумало, Мзиликази (89) — южноафриканский композитор[145].
- Маевский, Борис Васильевич (63) — российский архитектор[146].
- Никколай, Джулия (86) — итальянская поэтесса и переводчица[147].
- Орлов, Николай Владимирович (66) — председатель «Морского собрания» г. Санкт-Петербурга (с 1995 года)[148].
- Плевако, Александр Сергеевич (91) — советский журналист, заместитель председателя Гостелерадио СССР (1989—1991), внук Василия Верещагина[149].
- Расулзаде, Чингиз (49) — азербайджанский кинорежиссёр[150].
- Робер, Рене (72) — канадский хоккеист[151].
- Рубинский, Алексей Юрьевич (68) — украинский театральный режиссёр, актёр и художник, народный артист Украины (2005)[152].
- Сенатов, Владимир Васильевич (70) — российский математик, доктор физико-математических наук (1994), профессор кафедры теории вероятностей мехмата МГУ[153].
- Сидорчук, Степан Гаврилович (86) — советский организатор сельскохозяйственного производства, председатель колхоза имени К. Маркса в селе Токарев Новоград-Волынского района Житомирской области, Герой Социалистического Труда (1991)[154].
- Силенко, Тарас Викторович (48) — украинский кобзарь, заслуженный артист Украины (2008)[155].
- Таль, Цви (94) — израильский юрист и общественный деятель, судья Верховного суда Израиля, глава «комитета Таля»[156].
- Торкельсен, Пер Инге (68) — норвежский актёр-комик[157].
- Чернявский, Григорий Маркелович (94) — советский и российский учёный в области телекоммуникационных и навигационных спутниковых систем, член-корреспондент РАН (1991; член-корреспондент АН СССР с 1990)[158].
- Шалычев, Виталий Семёнович (74) — советский футболист и украинский футбольный тренер[159].
- Шапошников, Сергей Иосифович (98) — советский футболист и футбольный тренер, заслуженный тренер СССР (1990)[160].
- Шарова, Инесса Христиановна (89) — советский и российский энтомолог, доктор биологических наук (1974), почётный профессор МПГУ[161].

## 21 июня

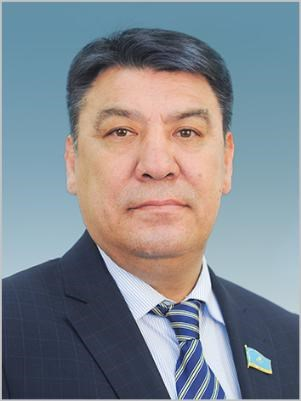
Тарас Хитуов

- Амарасигамани (70) — индийский поэт и киноактёр[162].
- Артамонов, Вячеслав Александрович (74) — советский и российский математик, доктор физико-математических наук (1990), профессор (1996), заведующий кафедрой высшей алгебры мехмата МГУ (с 2016 года)[163].
- Бакалов, Валерий Пантелеевич (80) — советский и российский учёный в области связи, ректор СибГУТИ (1987—2005)[164].
- Баранов, Юрий Иванович (81) — советский и российский парашютист, чемпион мира, многократный рекордсмен мира, СССР и России, заслуженный мастер спорта[165].
- Дивишкова, Нина (84) — чешская актриса[166].
- Кузьмин, Александр Владимирович (53) — российский спортивный журналист и писатель[167].
- Курверс, Том (58) — американский хоккеист («Монреаль Канадиенс»)[168].
- Ланда, Роберт Григорьевич (90) — советский и российский историк и писатель[169].
- Мадиссон, Тийт (71) — эстонский политический деятель и диссидент[170].
- Манукян, Пандухт Амаякович (70) — армянский государственный деятель, губернатор Вайоцдзорской области (1997—2003), депутат Национального собрания (1995—1999)[171].
- Рыжий, Валентин Леонидович (75) — советский и российский театральный режиссёр[172].
- Хара, Нобуо (94) — японский джазовый саксофонист и руководитель оркестра[173].
- Хитуов, Тарас Кикбаевич (57) — казахстанский государственный деятель, депутат Мажилиса (2016—2021)[174].

## 20 июня

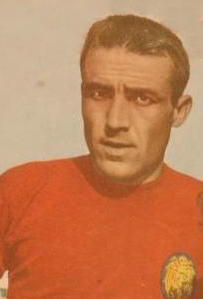
Луис Дель Соль

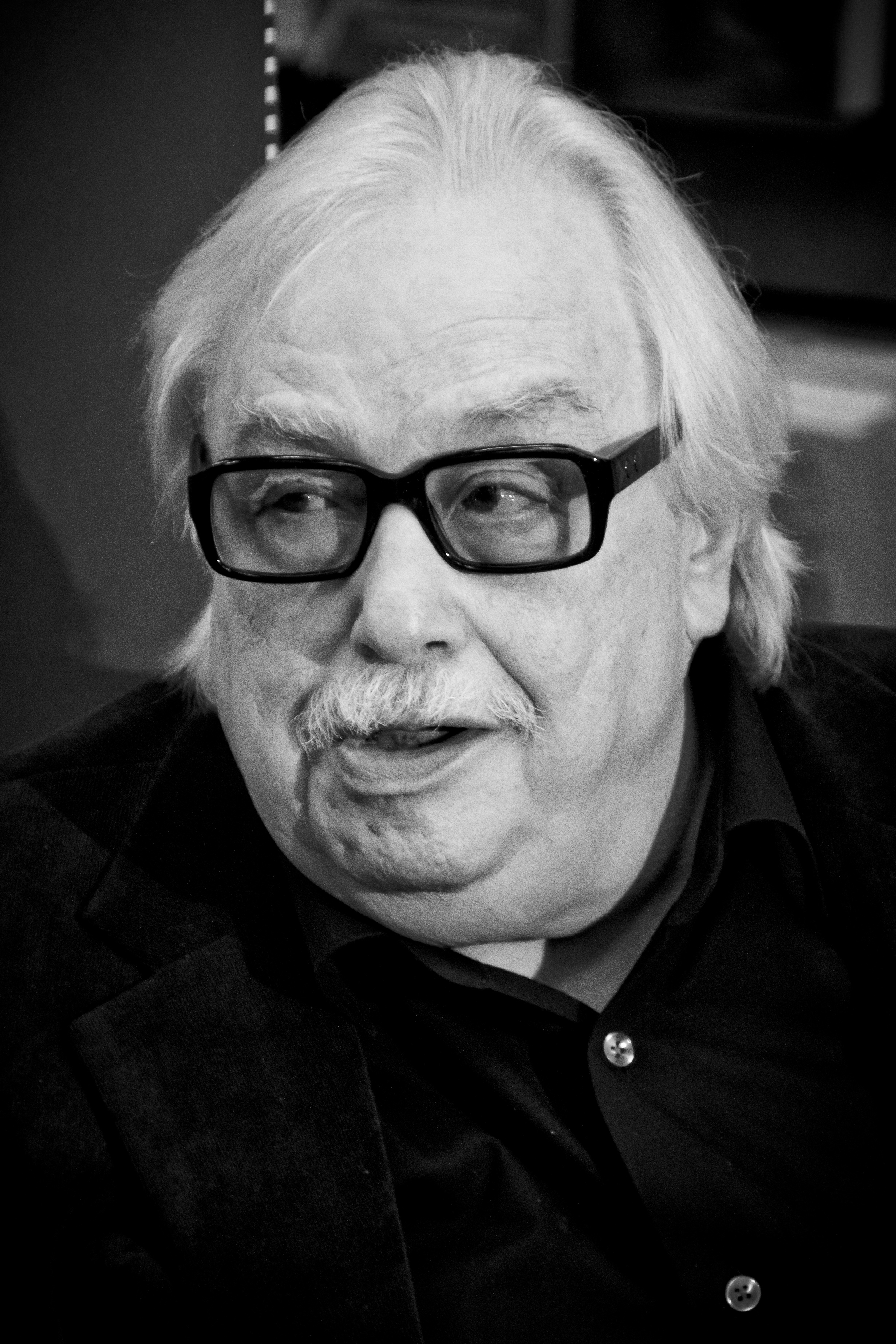
Анатолий Лысенко

- Галстьян, Максим (40) — российский рок-гитарист (I.F.K.)[175].
- Гранов, Игорь Яковлевич (83) — советский и российский эстрадный продюсер, композитор, руководитель ВИА «Голубые гитары», заслуженный артист РСФСР (1979)[176].
- Де Кастру, Браулиу (78) — бразильский композитор[177].
- Дель Соль, Луис (86) — испанский футболист и тренер, победитель чемпионата Европы по футболу в Испании (1964), обладатель Кубка европейских чемпионов в составе мадридского «Реала» (1960)[178].
- Джотто, Анна-Мария (105) — итальянская баскетболистка, победительница чемпионата Европы по баскетболу среди женщин в Риме (1938)[179].
- Ерёменко, Александр Викторович (70) — советский и российский поэт[180].
- Комиссаров, Владимир Иванович (82) — советский и российский учёный-правовед, доктор юридических наук, профессор, специалист по уголовному праву и криминалистике. Заслуженный юрист Российской Федерации[181].
- Ламон, Жанна (71) — американская и канадская скрипачка и дирижёр[182].
- Лысенко, Анатолий Григорьевич (84) — советский и российский деятель телевидения, журналист, режиссёр, продюсер, генеральный директор телеканала ОТР (с 2013 года)[183].
- Маслов, Валентин Иванович (92) — советский и российский деятель спорта, ректор РГУФКСМиТ (1971—1980)[184].
- Потапов, Михаил Константинович (90) — советский и российский математик, доктор физико-математических наук (1974), профессор кафедры теории функций и функционального анализа мехмата МГУ (1978), заслуженный профессор МГУ (1999), заслуженный деятель науки Российской Федерации (1993)[185].
- Рапай, Николай Павлович (92) — советский и украинский скульптор, заслуженный деятель искусств Украины (1993)[186].
- Савельева, Лидия Владимировна (84) — советский и российский языковед, доктор филологических наук (1990), профессор кафедры русского языка ПетрГУ (1991), заслуженный деятель науки Российской Федерации (1998), прапраправнучка А. С. Пушкина, жена Замира Тарланова[187].
- Форд, Бернетт (70) — американская писательница[188].
- Форн, Хуан (61) — аргентинский писатель[189].
- Хайретдинов, Александр Владимирович (66) — советский и российский баскетболист и тренер[190].
- Шевцов, Юрий Григорьевич (85) — советский и российский художник-камнерез[191].
- Шевченко, Сергей Вячеславович (45) — российский футболист и тренер[192].

## 19 июня

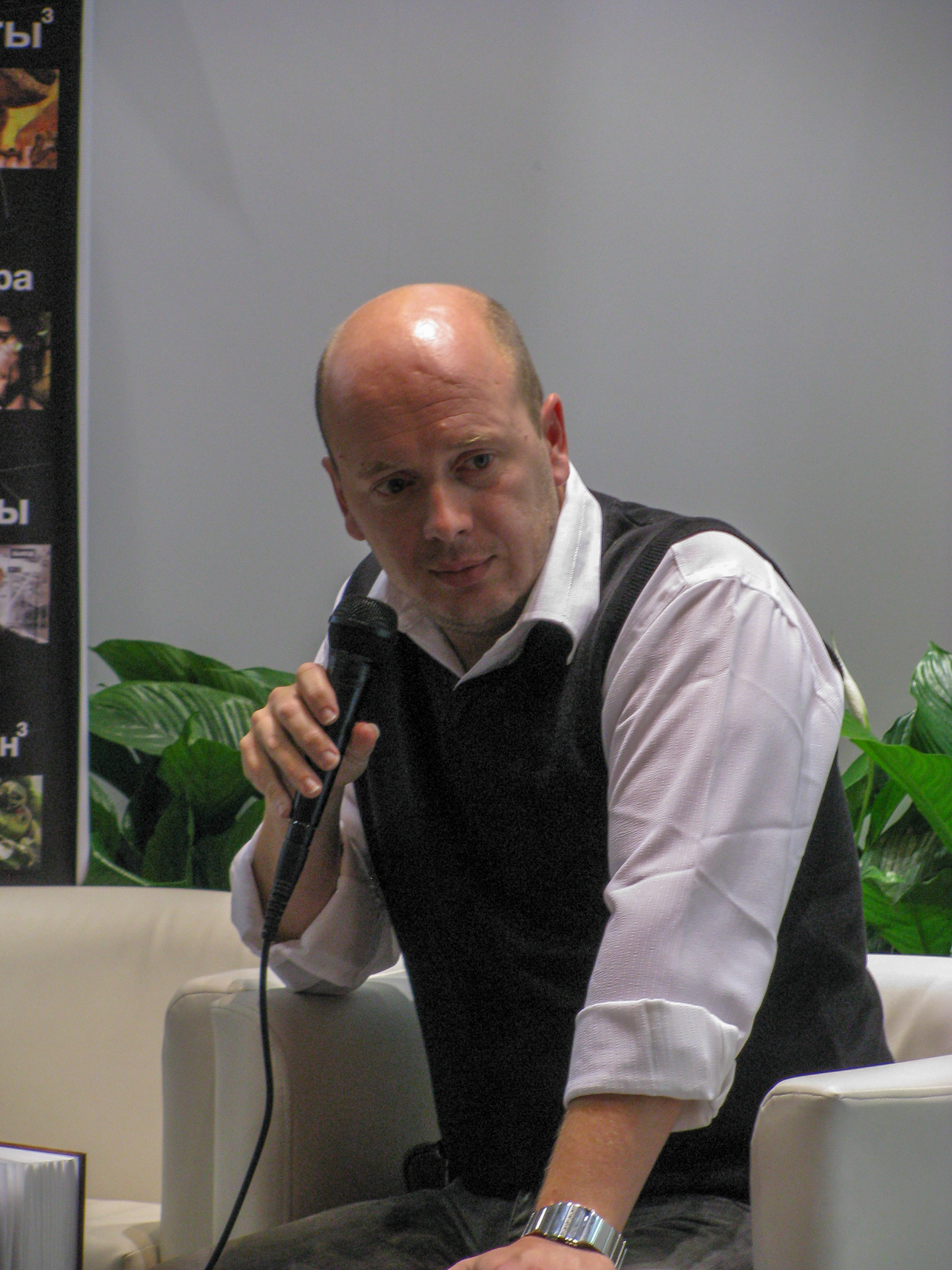
Слава Сэ

- Иванов, Василий Николаевич (86) — советский и российский историк, доктор исторических наук (1993), профессор СВФУ, директор ИГИ и ПМНС (1984—2008), заслуженный деятель науки Российской Федерации (1992)[193].
- Калнберз, Виктор (92) — советский и латвийский хирург, директор Латвийского НИИ травматологии и ортопедии (1959—1994), академик АМН СССР / РАМН (1988—2013), академик РАН (2013), Герой Социалистического Труда (1988)[194].
- Мерлос, Хуан Альберто (76) — аргентинский велогонщик, участник летних Олимпийских игр 1964 года в Токио и 1968 года в Мехико[195].
- Мустафа, Сайед (65) — египетский актёр[196].
- Слава Сэ (52) — латвийский русскоязычный писатель[197].
- Фола-Аладе, Исаак (87) — нигерийский архитектор[198].
- Фурсей, Георгий Николаевич (88) — советский физик, доктор физико-математических наук.

## 18 июня

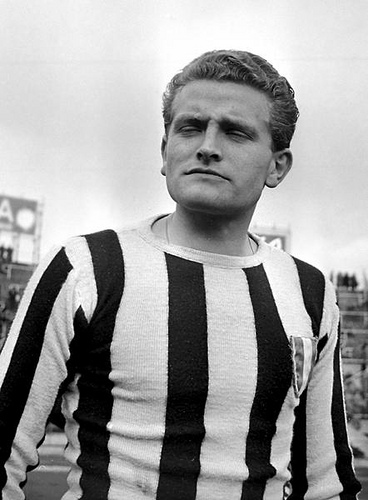
Джампьеро Бониперти

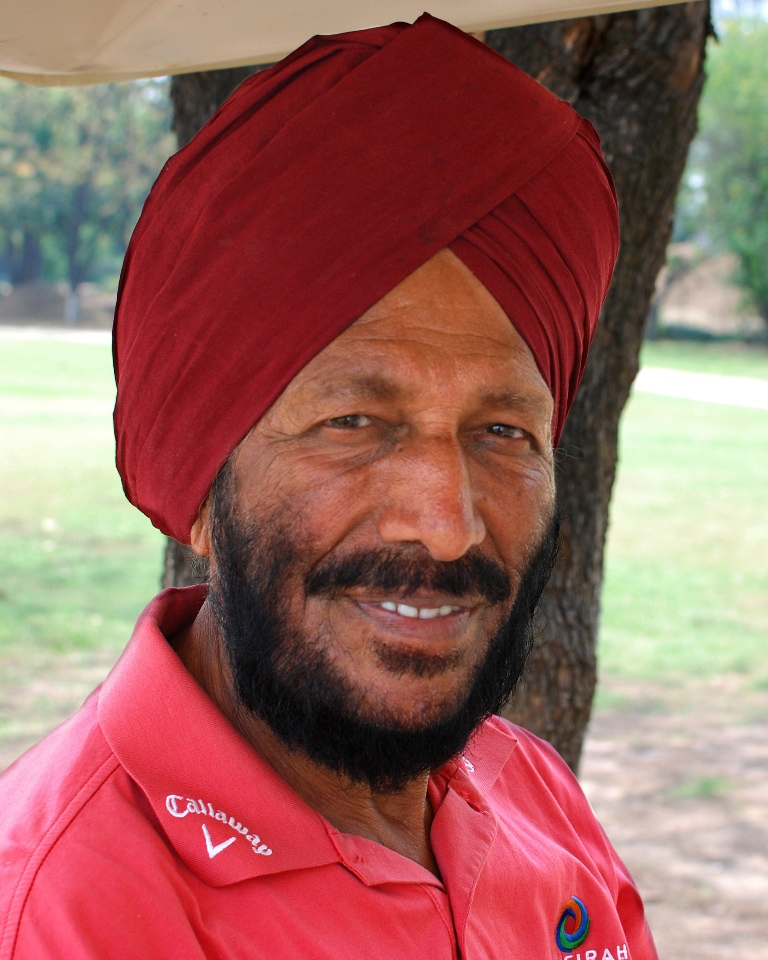
Милка Сингх

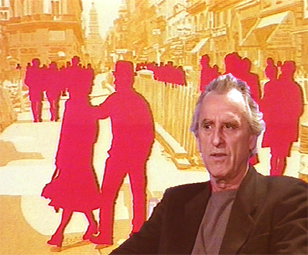
Жерар Фроманже

- Аббас, Ламия (92) — иракская поэтесса[199].
- Альтвегг, Жанетт (90) — британская фигуристка, чемпионка зимних Олимпийских игр в Осло (1952) и бронзовый призёр Олимпийских игр в Санкт-Морице (1948)[200].
- Бониперти, Джампьеро (92) — итальянский футболист и спортивный функционер[201].
- Боровский, Борис Маркович (82) — советский теннисист и спортивный журналист[202].
- Закржевский, Кшиштоф (72) — польский актёр[203].
- Митрофан (Юрчук) (58) — иерарх Украинской православной церкви, митрополит Луганский и Алчевский (с 2012 года)[204].
- Наир, Рамесан (73) — индийский поэт[199].
- Ортис-Осес, Андрес (78) — испанский философ, основатель символической герменевтики[205].
- Сингх, Милка (91) — индийский бегун-спринтер, чемпион игр Британской империи и Содружества наций (1958) и Азиатских игр (1958 и 1962)[206].
- Тераути, Такэси (82) — японский рок-гитарист и актёр[207].
- Уэлш, Эндрю (77) — шотландский политик (о смерти объявлено в этот день)[208].
- Фроманже, Жерар (81) — французский художник[209].
- Эшотс, Янис (54) — учёный-исламовед, специалист по исламской философии сефевидской эпохи, переводчик классических исламских текстов[210].

## 17 июня

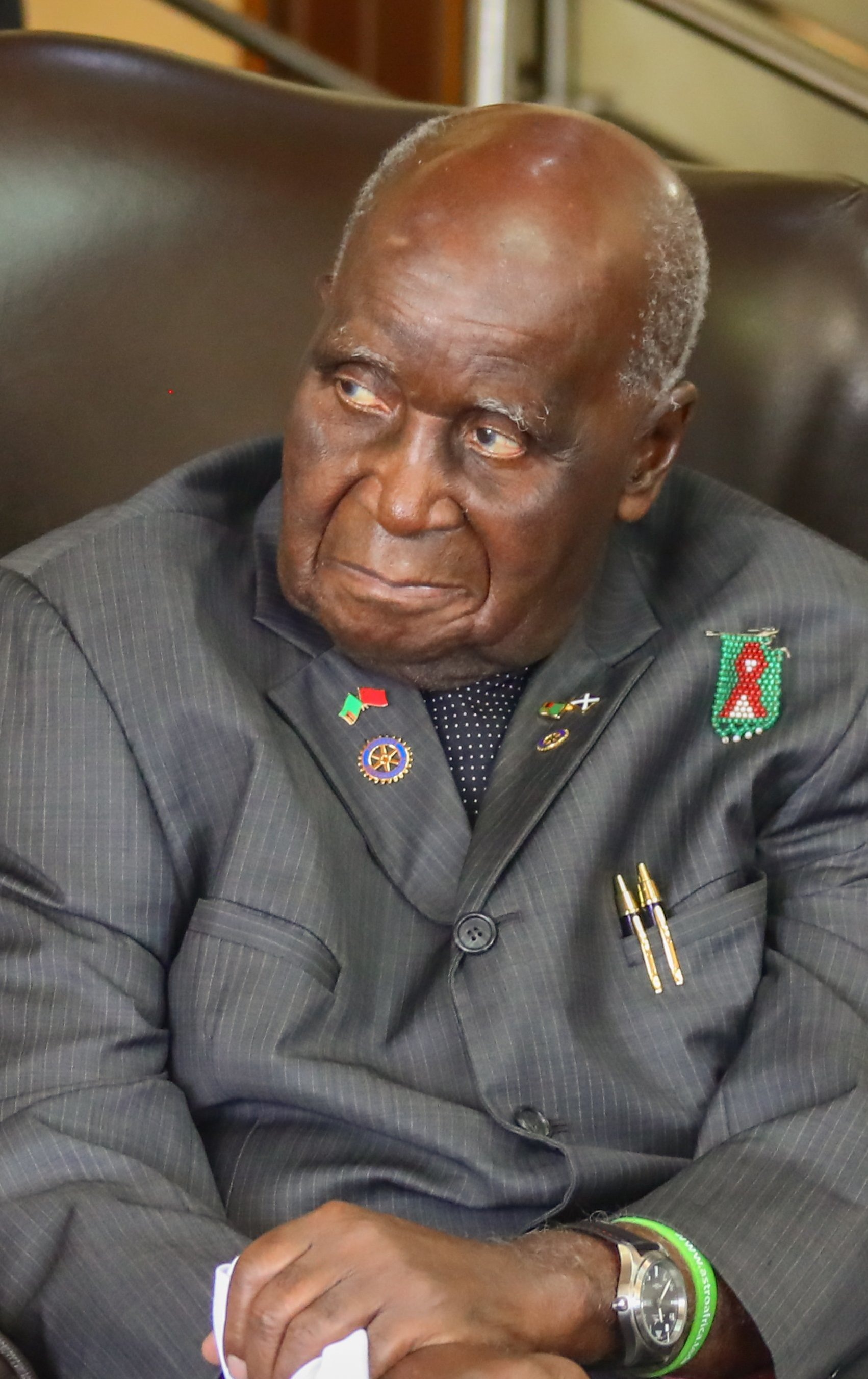
Кеннет Каунда

- Бреми, Ульрих (91) — швейцарский государственный деятель, президент Национального совета Швейцарии (1990—1991)[211].
- Егоров, Андрей Павлович (51) — российский актёр, артист Театра Российской армии (с 1993 года), заслуженный артист Российской Федерации (2005)[212].
- Каунда, Кеннет (97) — замбийский государственный деятель, президент Замбии (1964—1991)[213].
- Лима Фонсека, Роберт (48) — уругвайский футболист и тренер, 5-кратный чемпион страны[214].
- Мутва, Джон (60) — намибийский военный деятель, командующий Вооружёнными силами Намибии (2013—2020)[215].
- Рейм, Олев (85) — эстонский футбольный тренер[216].
- Сюй Юаньчун (100) — китайский поэт[217].
- Торрес, Кевин (27) — эквадорский футболист, чемпион страны (2012); несчастный случай[218].
- Тубиланду, Ндемби (73) — заирский футболист, участник чемпионата мира по футболу 1974[219].
- Ферханов, Камиль Абдулбариевич (56) — советский и российский футболист[220].
- Фехер, Иштван (71) — венгерский философ[221].

## 16 июня
- Глейхман, Владимир Давидович (83) — советский и российский дирижёр, музыкальный деятель и педагог, заслуженный работник культуры РСФСР (1989)[222].
- Здравкович, Новица (73) — сербский эстрадный певец[223].
- Йёранссон, Бенгт (88) — шведский политический деятель, министр образования и культуры Швеции[224].
- Майкл Чемпион (74) — американский актёр и музыкант[225].
- Мёллер, Могенс (86) — датский скульптор[226].
- Надь, Золтан (78) — венгерский актёр[227].
- Ниджхар, Карнаил Сингх (85) — малайзийский политик пенджабского происхождения[228].
- Панов, Николай Михайлович (70) — советский и российский театральный актёр, артист Стерлитамакского русского драматического театра, заслуженный артист Российской Федерации (1999)[229].
- Подгурский, Александр Михайлович (80) — советский хозяйственный и российский государственный деятель, депутат Государственной думы (1999—2003)[230].
- Сеидов, Вячеслав Сергеевич (80) — советский и российский музыкальный деятель, руководитель ансамбля «Кантеле»[231].
- Сенгупта, Сватилекха (71) — индийская актриса[232].
- Тарасов, Борис Васильевич (89) — советский военачальник, российский государственный деятель, заместитель начальника связи Вооружённых Сил СССР по военно-политической работе (1990—1991), генерал-лейтенант в отставке; народный депутат России[233].
- Тримбл, Вэнс (107) — американский журналист, лауреат Пулитцеровской премии за национальный репортаж (1960)[234].
- Хирвисаари, Лайла (83) — финская писательница[235].
- Чандрашекхар (98) — индийский актёр[236].
- Штерба, Гюнтер (99) — немецкий зоолог и ихтиолог. Член Леопольдины и Шведской королевской академии наук[237].

## 15 июня

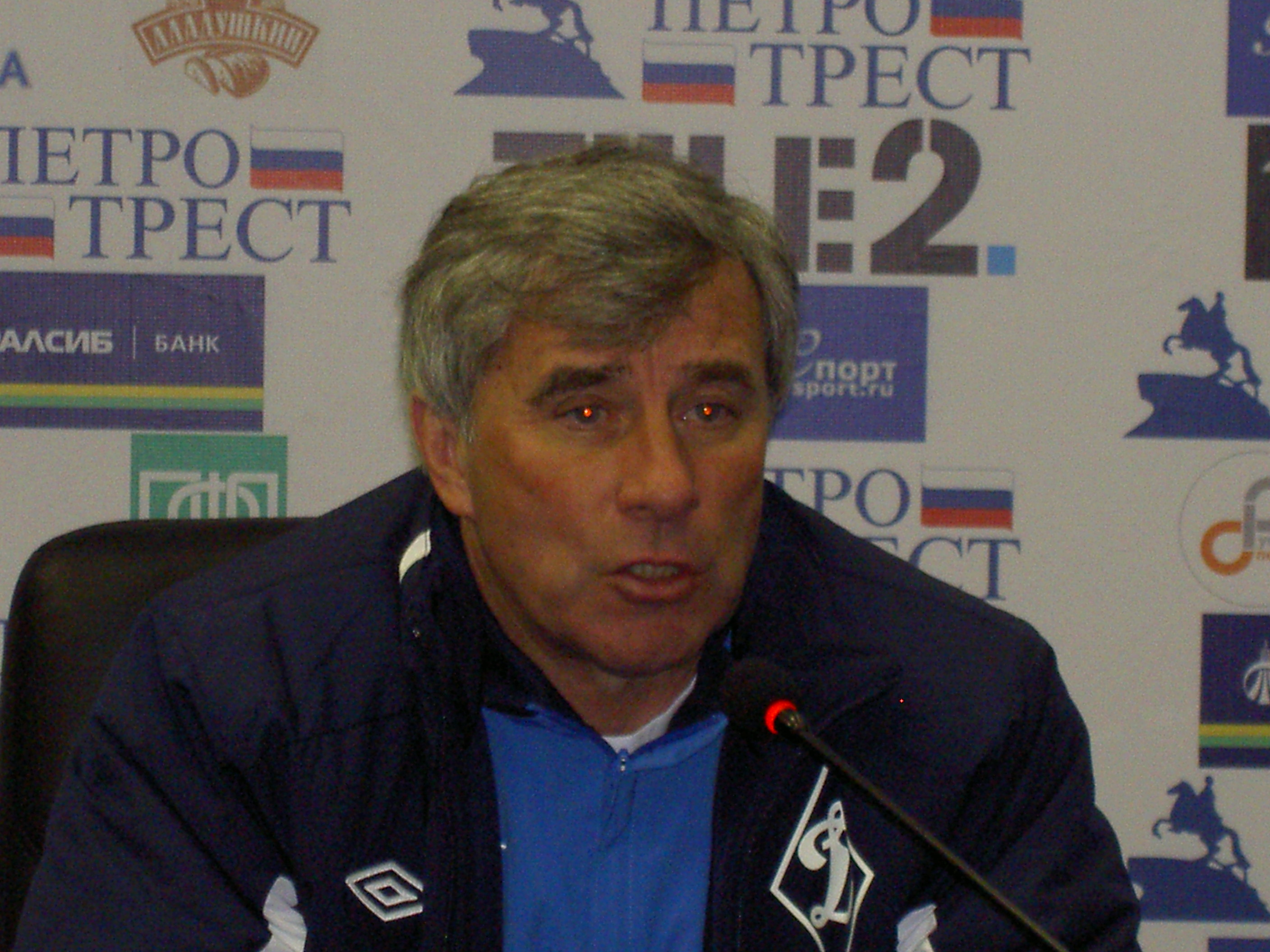
Александр Аверьянов

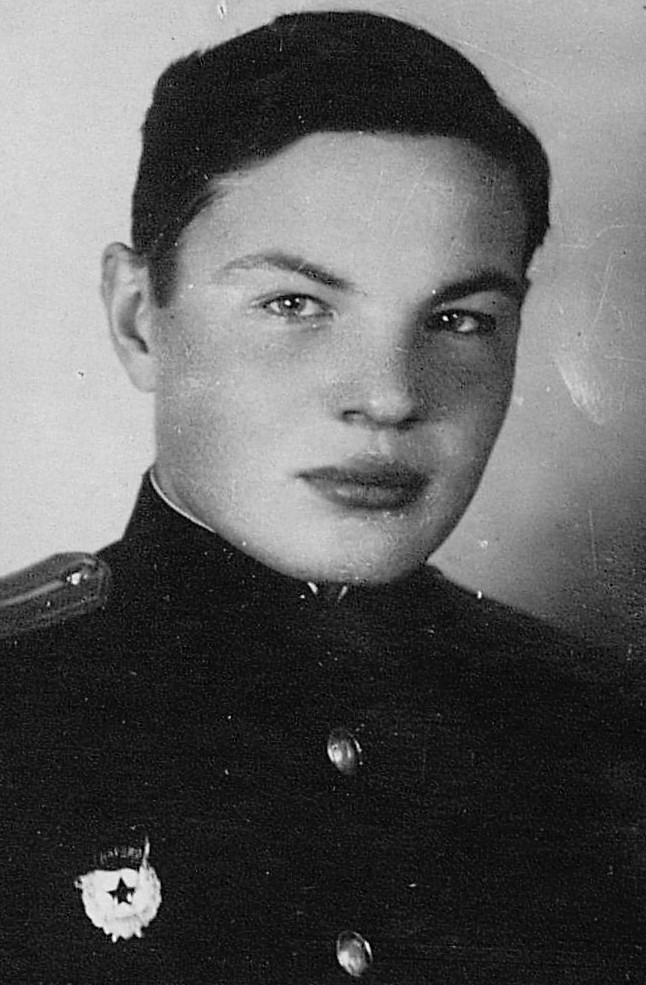
Павел Галкин

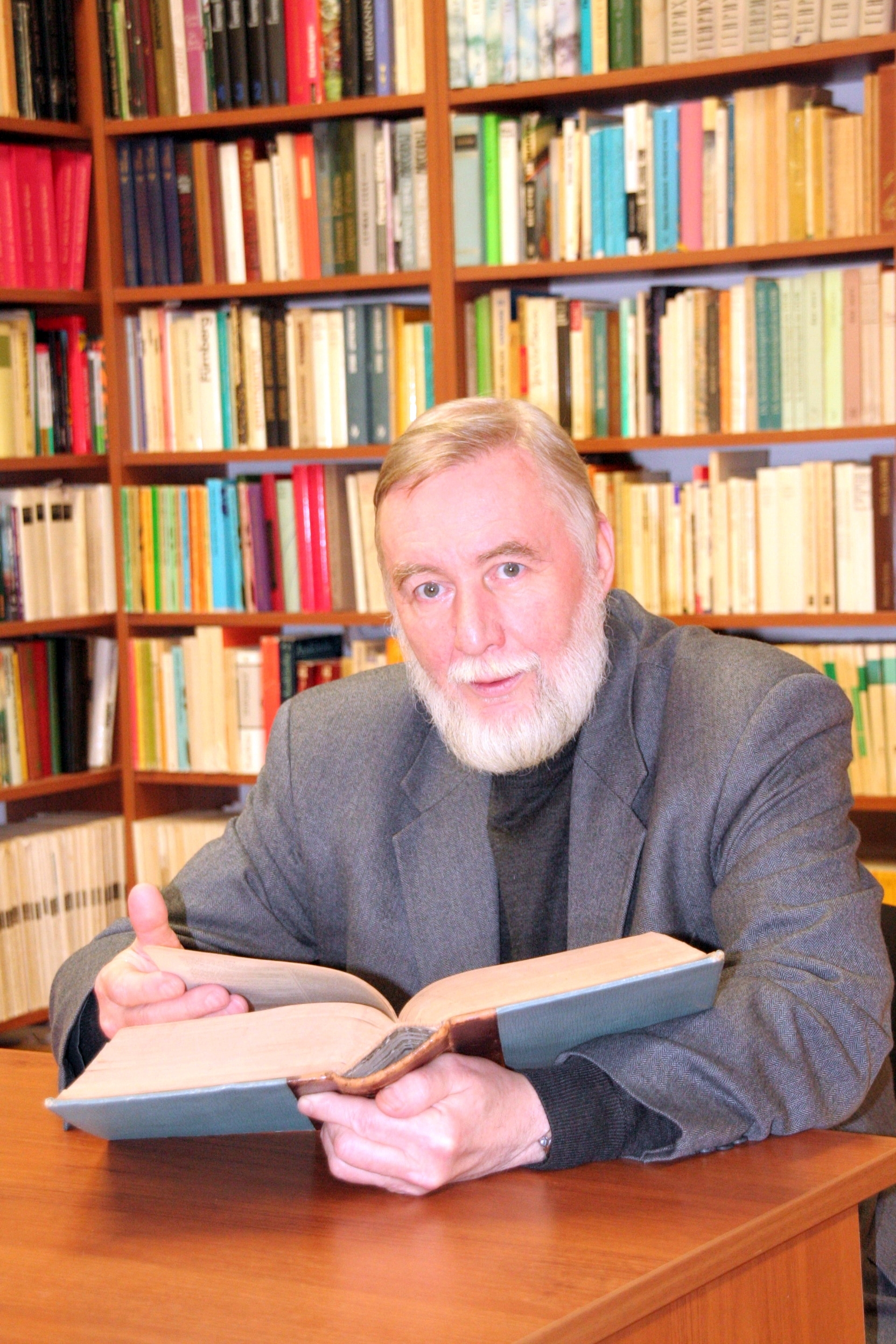
Александр Гугнин

- Аверьянов, Александр Николаевич (72) — советский футболист, советский и российский футбольный тренер, заслуженный тренер РСФСР[238].
- Беклемишев, Дмитрий Владимирович (90) — советский и российский математик, доктор педагогических наук (1994), заслуженный профессор МФТИ (2005), отец Л. Д. Беклемишева[239].
- Браке, Дирк (68) — бельгийский писатель[240].
- Вейдинг, Лили (96) — датская актриса[241].
- Вильяпалос, Густаво (71) — испанский деятель науки и политический деятель, ректор Мадридского университета Комплутенсе[242].
- Галкин, Павел Андреевич (98) — советский военный авиационный штурман, Герой Советского Союза (1944)[243].
- Гугнин, Александр Александрович (80) — российский и белорусский литературовед, литературный критик и переводчик, доктор филологических наук (1998), профессор (1999)[244].
- Гусев, Александр Петрович (78) — советский государственный и партийный деятель, первый секретарь Свердловского обкома КПСС (1990)[245]
- Дассонвиль, Ив (73) — французский государственный служащий, верховный комиссар Новой Каледонии (2007—2010)[246].
- Деметр, Пётр Григорьевич (79) — советский и российский цыганский певец и актёр, артист театра «Ромэн»[247].
- Исмаилов, Тагир Абдурашидович (67) — российский физик, доктор технических наук (1992), профессор, ректор ДГТУ (2002—2018), заслуженный деятель науки Российской Федерации[248].
- Лукашевич, Николай Филиппович (80) — советский и российский военный деятель, генерал-полковник[249].
- Межов, Александр Ильич (72) — советский и российский актёр, артист Вологодского ТЮЗа, заслуженный артист Российской Федерации (2000)[250].
- Нехлопоченко, Нина Аполлоновна (93) — советская и российская актриса, артистка Театра имени Е. Б. Вахтангова (с 1951 года), заслуженная артистка Российской Федерации (1996)[251].
- Сусеков, Анатолий Юрьевич (65) — советский и российский кинооператор[252].
- Халимшо, Салимшо (85) — советский и таджикский поэт[253].
- Шако Дьяла Анахенго, Джеки (62) — конголезская комедийная актриса[254].
- Шаталов, Владимир Александрович (93) — лётчик-космонавт СССР, генерал-лейтенант авиации (1975), дважды Герой Советского Союза (1969)[255].

## 14 июня

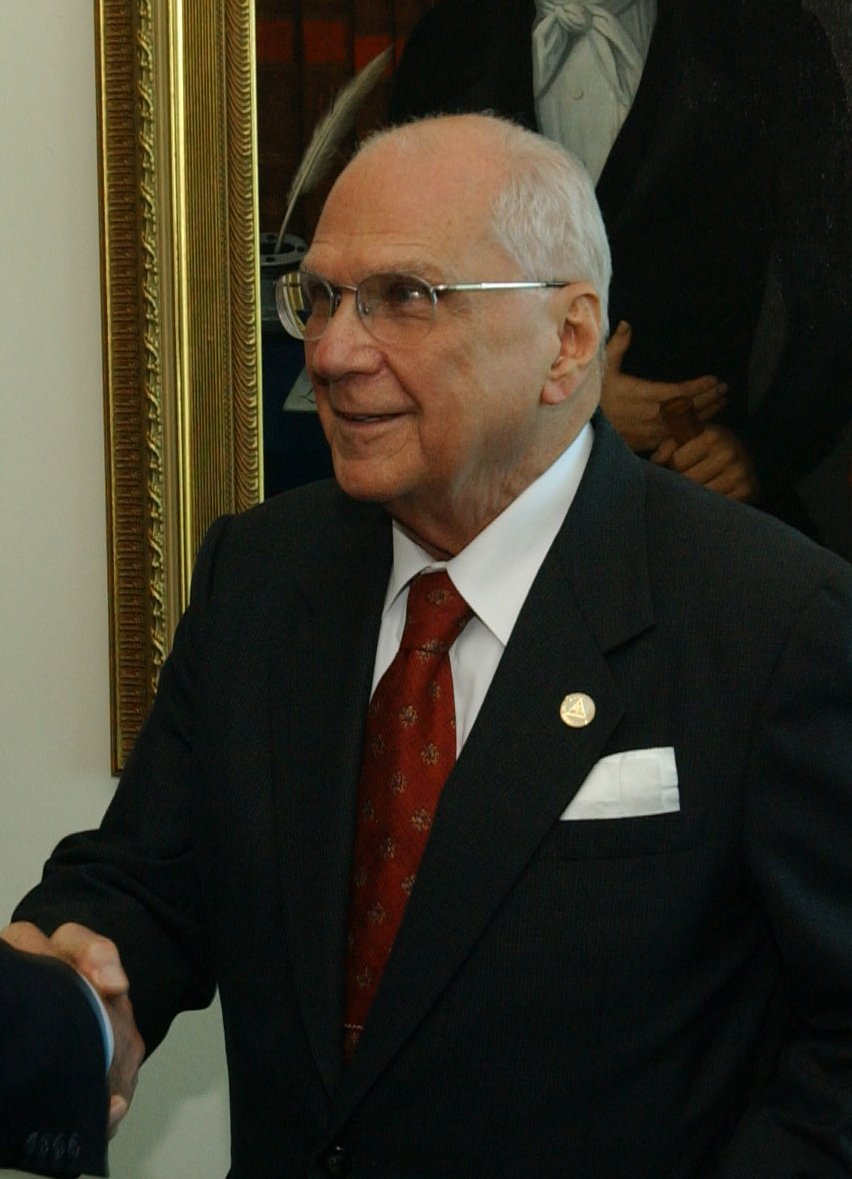
Энрике Хосе Боланьос Гейер

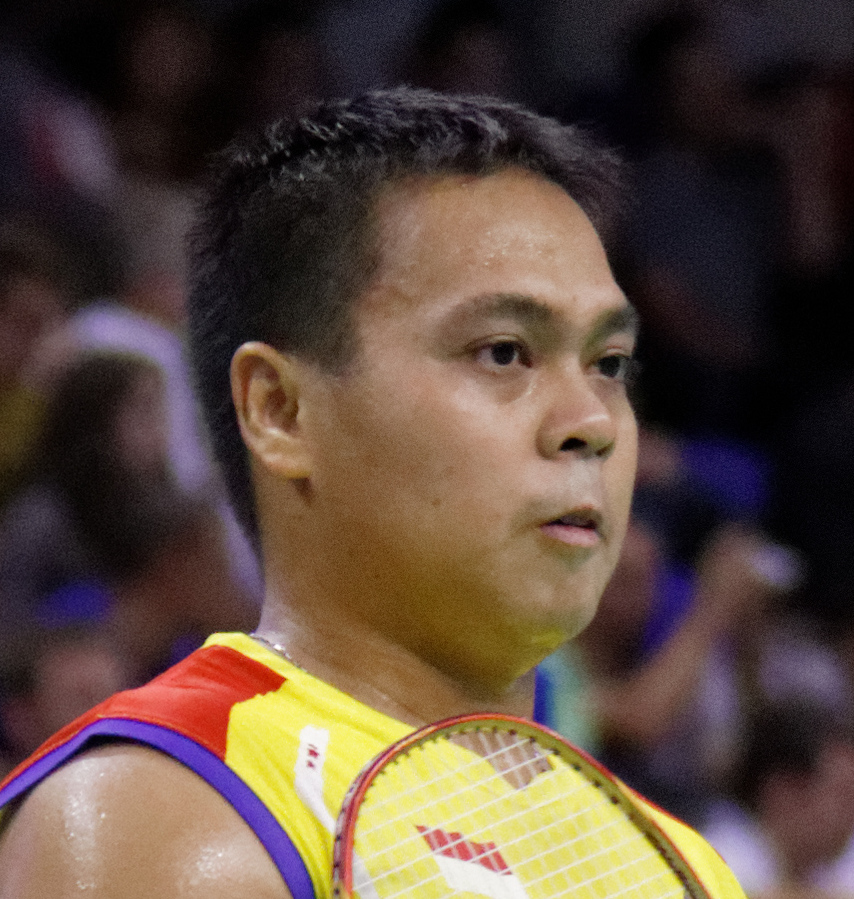
Маркис Кидо

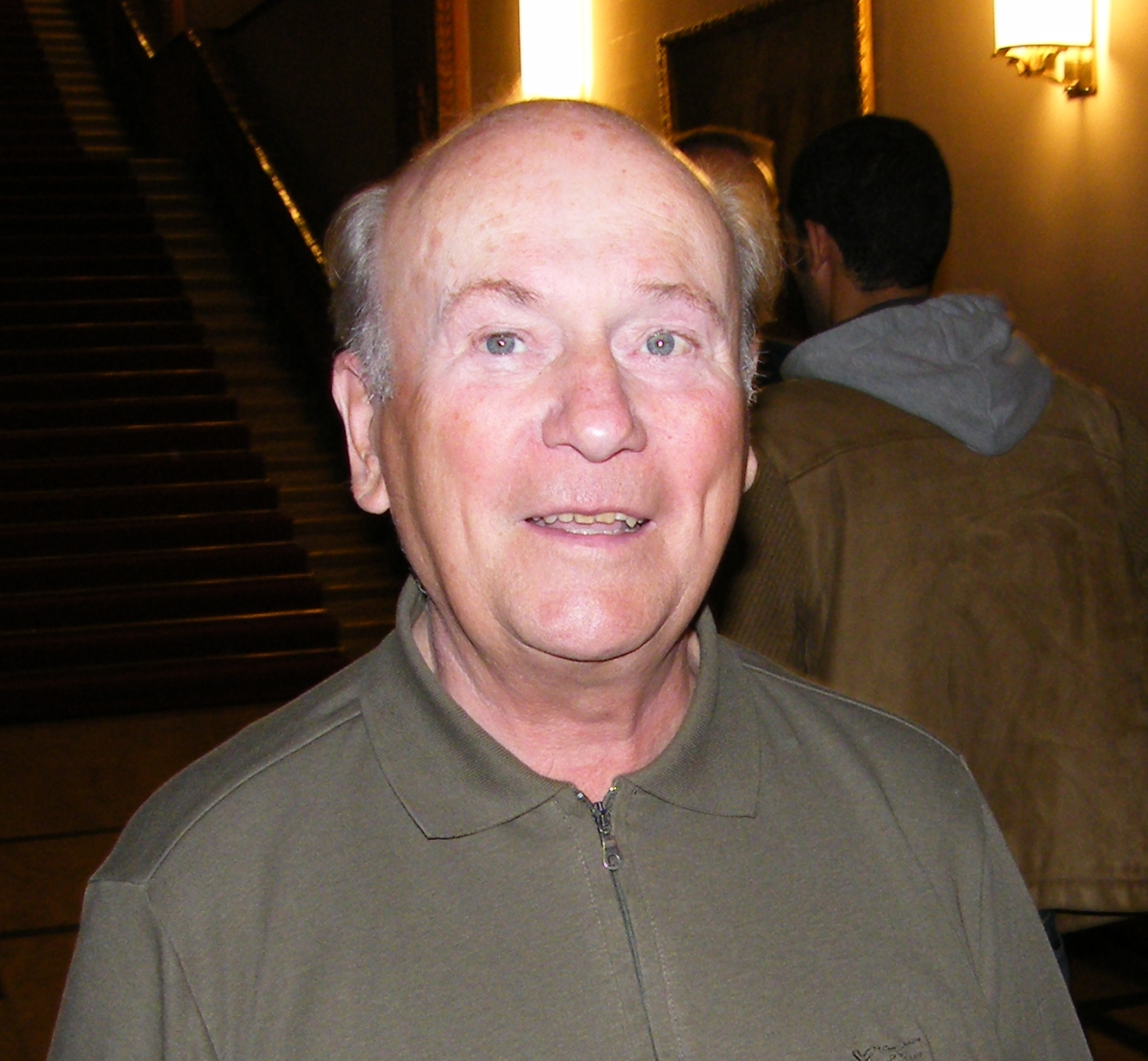
Хорст Риттнер

- Ахмедов, Мамадсаид (66) — таджикский певец[256].
- Бейнс, Лиза (65) — американская актриса[257].
- Биргиссон, Гуннар (73) — исландский политический деятель, депутат Альтинга (1999—2006)[258].
- Боланьос Гейер, Энрике Хосе (93) — никарагуанский государственный деятель, вице-президент (1997—2000) и президент (2002—2007) Никарагуа[259].
- Ван Цзюхуа (95) — тайваньский архитектор[260].
- Вертелко, Иван Петрович (94) — советский военный деятель, заместитель (1973—1983) и первый заместитель (1983—1990) начальника Главного управления Пограничных войск КГБ СССР, генерал-полковник (1984)[261].
- Дамдинов, Владимир Дашанамжилович (41) — российский спортсмен (боевое самбо), серебряный призёр чемпионата мира в Софии (2006)[262].
- Капуто, Ливио (87) — итальянский политический деятель и журналист, член Сената Италии (1994—1996), главный редактор газеты Il Giornale[263].
- Кеппел, Роберт Дэвид (76) — отставной американский офицер полиции и детектив, наиболее известный своими расследованиями серийных убийц Теда Банди и Гэри Риджуэя[264].
- Керина, Мбурумба (89) — намибийский политический деятель, вице-спикер парламента Намибии[265].
- Кидо, Маркис (36) — индонезийский бадминтонист, чемпион летних Олимпийских игр в Пекине (2008), двукратный чемпион мира (2007, 2010)[266].
- Клаверо, Мануэль (95) — испанский государственный деятель, министр культуры Испании (1979—1980)[267].
- Кокин, Борис Петрович (89) — советский передовик сельскохозяйственного производства, Герой Социалистического Труда (1966)[268].
- Лысейко, Владимир Онуфриевич — советский и российский юрист, следователь по особо важным делам Генеральной прокуратуры Российской Федерации[269].
- Риттнер, Хорст (90) — немецкий шахматист, гроссмейстер ИКЧФ, чемпион мира (1968—1971)[270].
- Ростоцкий, Феликс Болеславович (72) — советский и российский художник-постановщик, кинооператор и актёр[271].
- Смельчиньский, Адам (90) — польский спортивный стрелок, серебряный призёр летних Олимпийских игр в Мельбурне (1956)[272].
- Туре, Фасине (87) — гвинейский государственный деятель, министр иностранных дел (1984—1985)[273].

## 13 июня

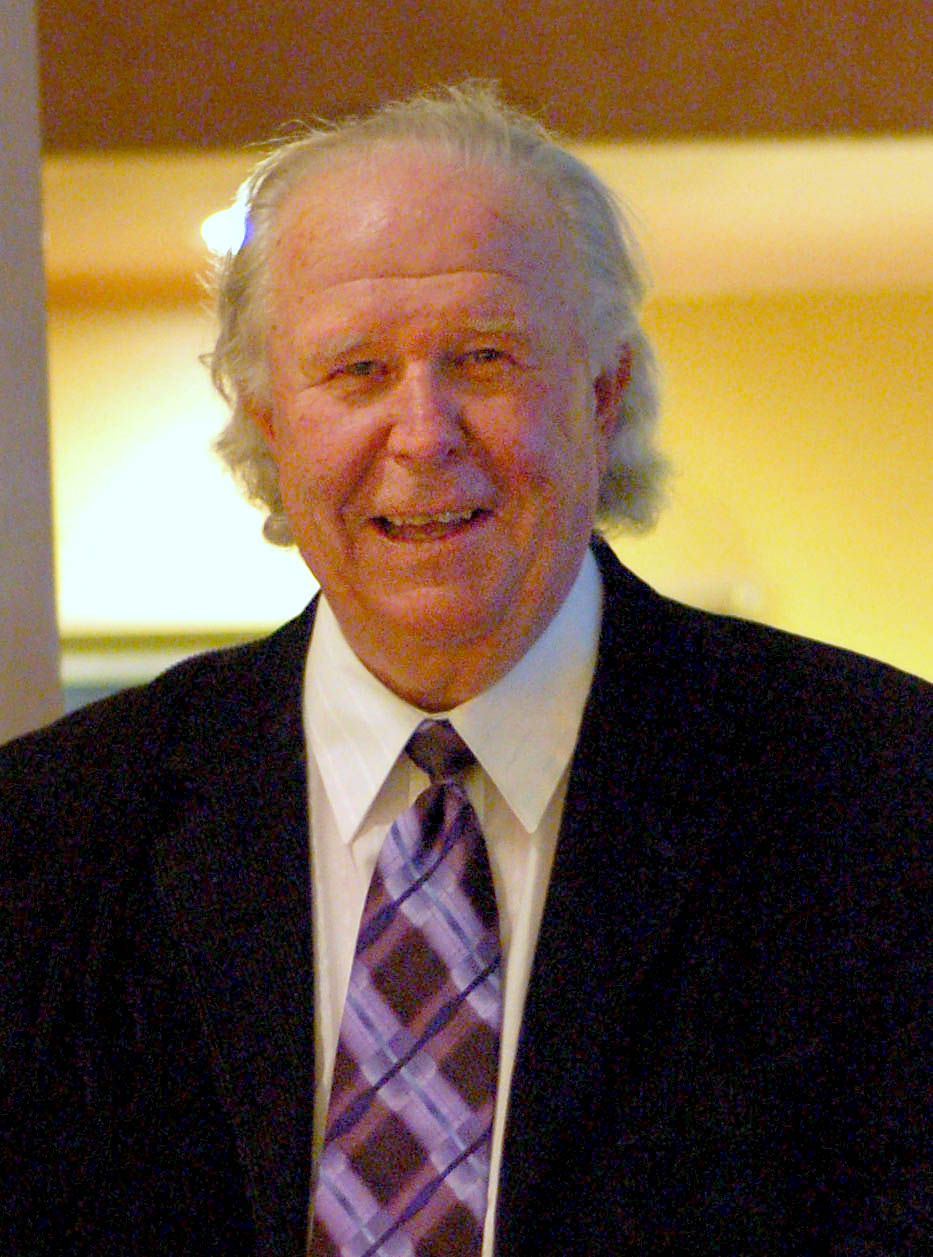
Нед Битти

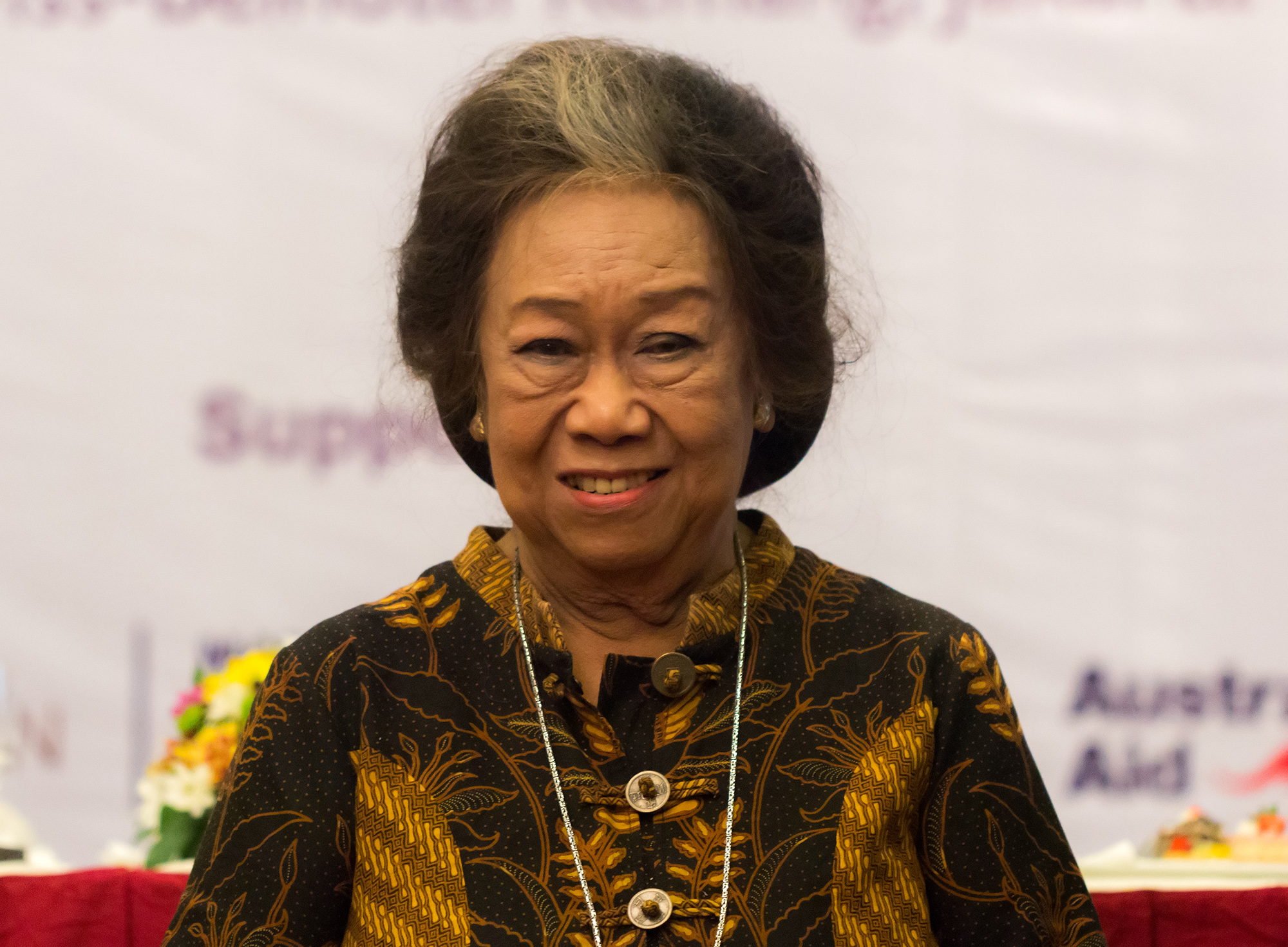
Тути Хэрати

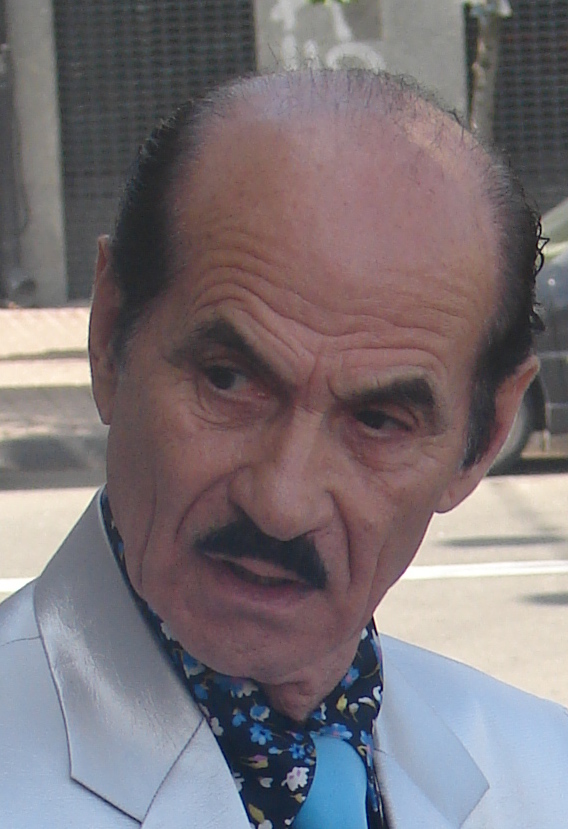
Григорий Чапкис

- Битти, Нед (83) — американский актёр[274].
- Воробьёва-Десятовская, Маргарита Иосифовна (88) — советский и российский востоковед, доктор исторических наук (1989), сотрудник ИВР РАН[275].
- Горулёв, Юрий Николаевич (77) — белорусский оператор, режиссёр и сценарист документального кино[276].
- Де Соуса, Раул (86) — бразильский джазовый музыкант[277].
- Иванков, Виктор Иванович (96) — советский военачальник, заместитель начальника строительства и расквартирования войск Министерства обороны СССР (1977—1992), лауреат премии Совета Министров СССР; генерал-лейтенант в отставке[278].
- Ионов, Владимир Андреевич (69) — советский и российский хореограф, основатель и художественный руководитель ансамбля народного танца «Волга»[279].
- Маклауд, Карен (63) — британская легкоатлетка (марафонский бег), участница летних Олимпийских игр 1996 года в Атланте[280].
- Радул, Николай Николаевич (77) — российский военный деятель, генерал-лейтенант[281].
- Тути Хэрати (87) — индонезийская поэтесса[282].
- Чапкис, Григорий Николаевич (91) — советский и украинский танцор и хореограф, народный артист Украины (2010)[283].
- Юсеф, Саади (87) — иракский поэт[284].

## 12 июня

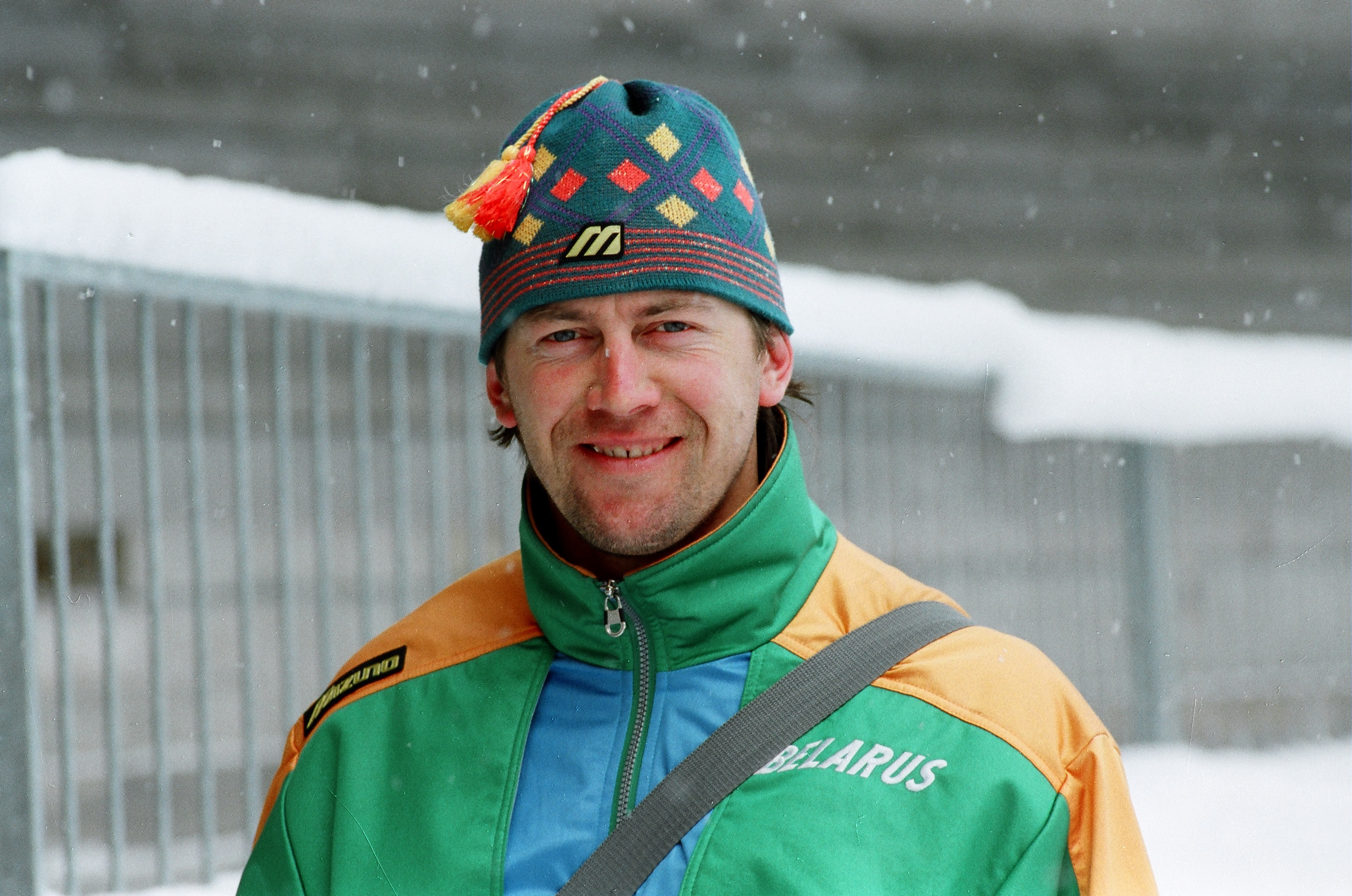
Игорь Железовский

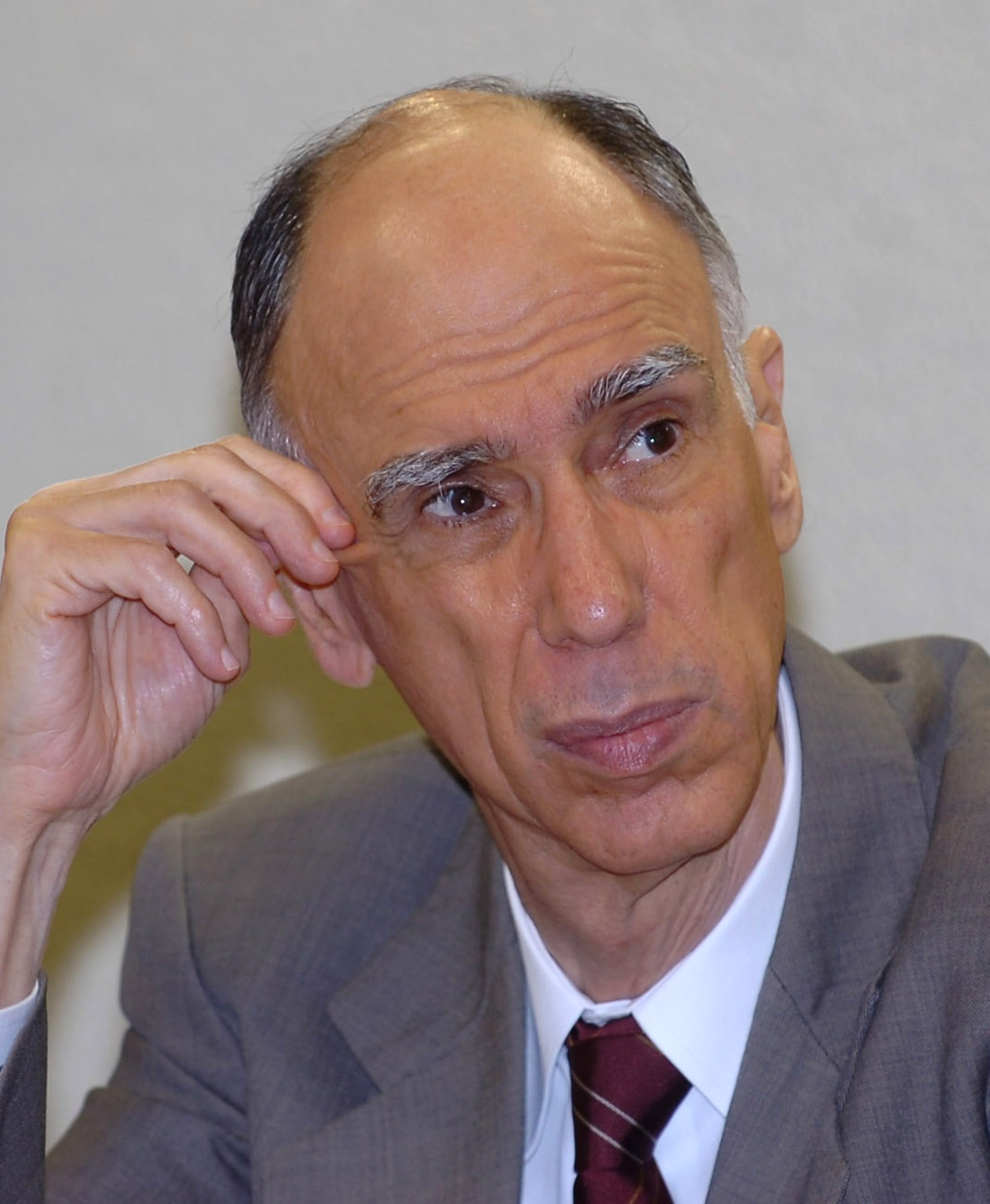
Марку Масиэл

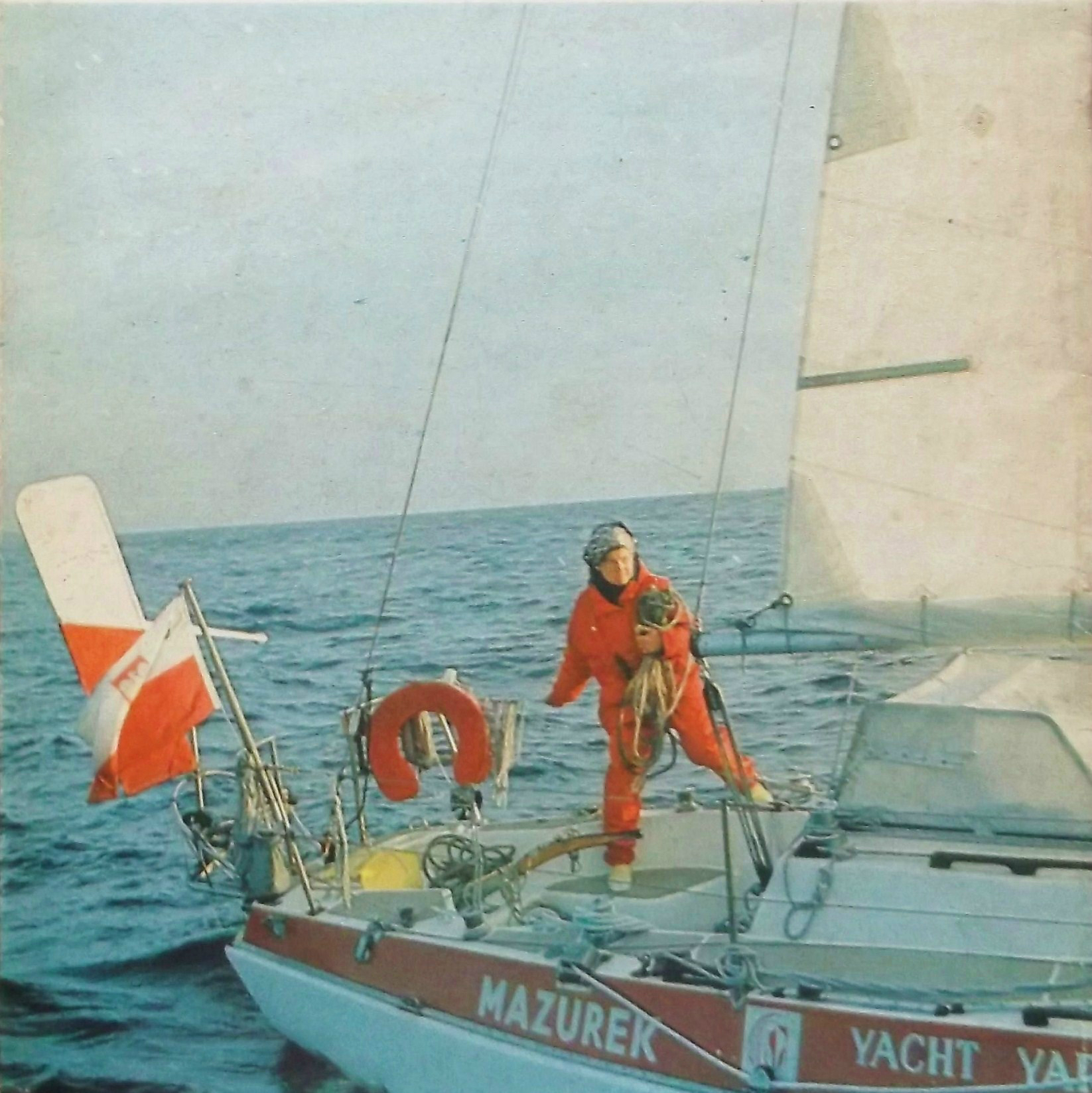
Кристина Хойновская-Лискевич

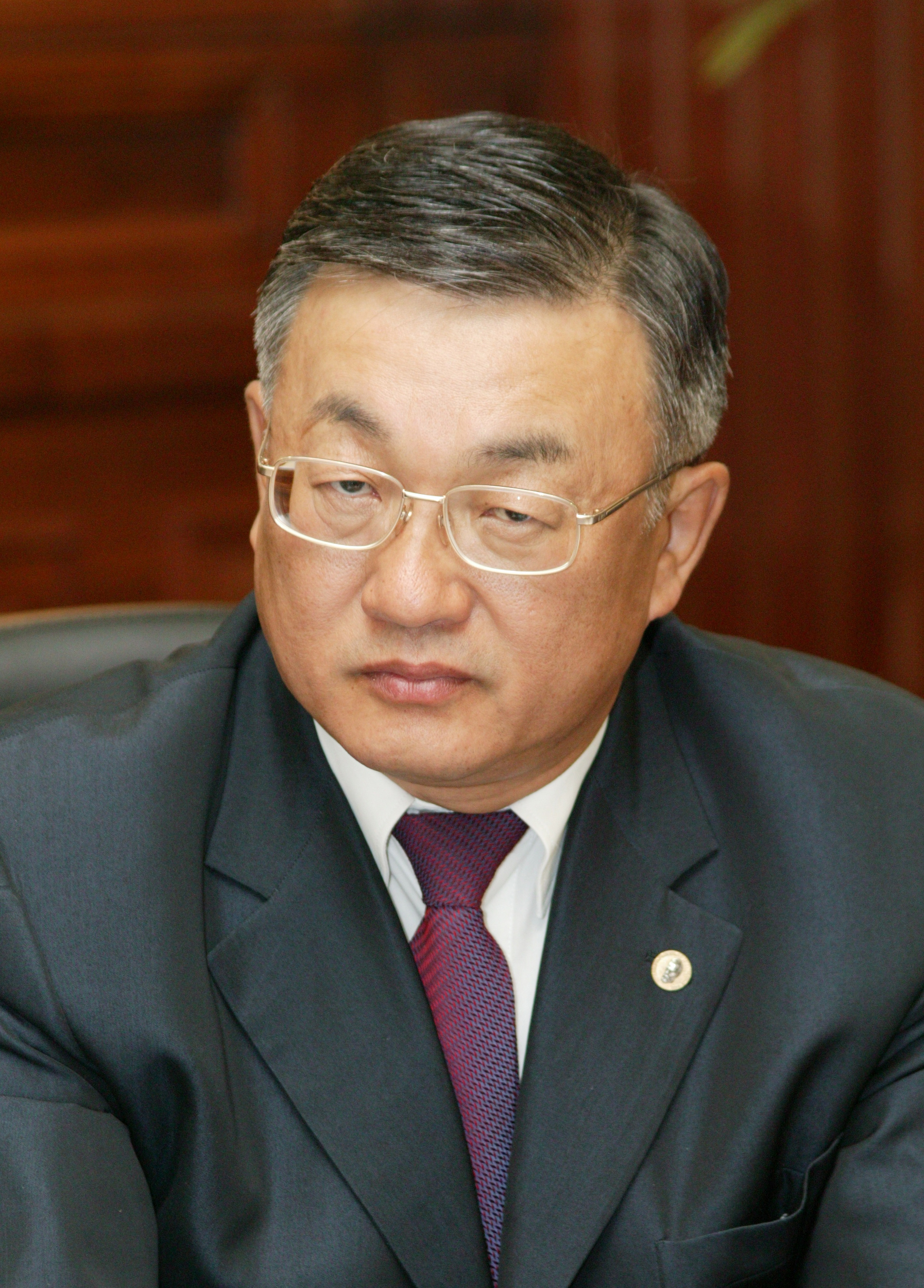
Валентин Цой

- Барриа Альварадо, Ариэль (62) — панамский писатель[285].
- Берри, Деннис (76) — американский кинорежиссёр, сценарист и актёр[286].
- Герасимчук, Лесь Абрамович[укр.] (75) — украинский литератор и переводчик[287].
- Горбунов, Андрей Николаевич (81) — советский и российский литературовед[288].
- Железовский, Игорь Николаевич (58) — советский и белорусский конькобежец, бронзовый (1988 — в Калгари) и серебряный (1994 — в Лиллехаммере) призёр зимних Олимпийских игр, шестикратный чемпион мира, заслуженный мастер спорта СССР (1985)[289].
- Каджар, Чингиз Овейс оглы (92) — азербайджанский физик, действительный член НАНА (2001)[290].
- Кежун, Витольд (99) — польский экономист[291].
- Мамедов, Мехман (46) — азербайджанский актёр и режиссёр кино[292].
- Мартин-Берберо, Хесус (83) — колумбийский специалист по коммуникациям[293].
- Масиэл, Марку (80) — бразильский государственный деятель, вице-президент Бразилии (1995—2003)[294].
- Никифоров, Лев Константинович (84) — советский и российский тренер по тяжёлой атлетике, заслуженный тренер РСФСР[295].
- Орлов, Владислав Константинович (84) — советский и российский материаловед, доктор технических наук, первый заместитель генерального директора ВНИИНМ[296].
- Пронягин, Пётр Георгиевич (96) — советский организатор строительного производства, начальник Управления «Химстрой» (Томская область) (1967—1990), Герой Социалистического Труда (1984)[297].
- Савельев-Сас, Александр Сергеевич (88) — чувашский писатель[298].
- Суриц, Елизавета Яковлевна (98) — советский и российский историк балета, заслуженный деятель искусств Российской Федерации (2000)[299].
- Урываев, Сергей Александрович (73) — российский пианист и музыкальный педагог, профессор СПбГК, заслуженный артист Российской Федерации (2003)[300].
- Хойновская-Лискевич, Кристина (84) — польский инженер-кораблестроитель и яхтсменка[301].
- Цой, Валентин Евгеньевич (68) — российский бизнесмен и политический деятель, депутат Государственной думы (1995—1999)[302].
- Чуканов, Анатолий Алексеевич (70, по другим данным 67) — советский велогонщик, чемпион летних Олимпийских игр в Монреале (1976)[303].

## 11 июня

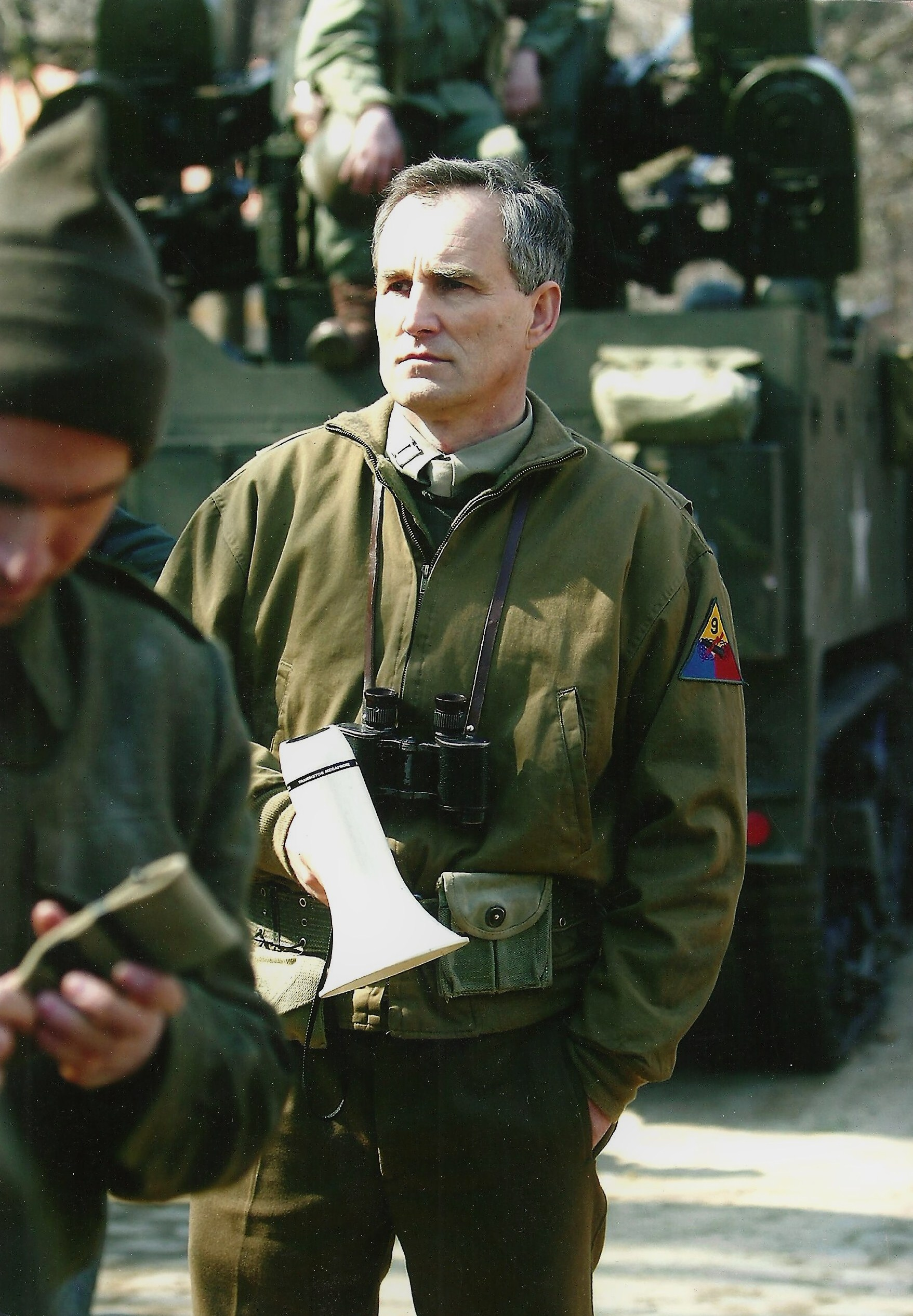
Анджей Щитко

- Аббасов, Аслан Мамед оглы (71) — азербайджанский политический деятель, депутат Национального собрания Азербайджана (1995—2000)[304].
- Байссель, Хериберт (88) — немецкий дирижёр, главный дирижёр Государственного симфонического оркестра Бранденбурга (2001—2006)[305].
- Бойко, Генрих Харитонович (89) — советский и российский инженер-технолог, главный конструктор горнорудного и доменного машиностроения Уральского завода тяжёлого машиностроения (Уралмашзавода) (1978—2000). Лауреат Государственной премии СССР (1981) [источник не указан 1517 дней]
- Ван Оверем, Франк (72 или 73) — нидерландский волейболист[306].
- Земан, Рудольф (82) — чешский журналист и диссидент[307].
- Иванов, Георгий Георгиевич (89) — советский и российский учёный в области морского права, доктор юридических наук, профессор[308].
- Калассу, Жулиу (80) — бразильский киноактёр[309].
- Карелин, Сергей Иванович (65) — российский художник-ювелир[310].
- Маргулов, Рантик Джаванширович (93) — советский организатор нефтегазовой промышленности, государственный деятель, первый заместитель Председателя Бюро Совета Министров СССР по ТЭК (1986—1991). Лауреат Государственной премии СССР[источник не указан 1475 дней] .
- Матхур, Сурат (90) — индийский легкоатлет (бег на длинные дистанции), участник летних Олимпийских игр 1952 года в Хельсинки[311].
- Меркадо, Бернардо (69) — колумбийский боксёр-профессионал[312].
- Панагария, Ашок (71) — индийский невролог и медицинский исследователь[313].
- Пиньи, Паола (75) — итальянская легкоатлетка, бронзовый призёр летних Олимпийских игр в Мюнхене (1972)[314].
- Райли, Люсинда (55) — ирландская писательница и актриса[315].
- Торраду, Антониу (81) — португальский детский писатель[316].
- Харрис, Сандо (58) — шри-ланкийский киноактёр[317].
- Чжан Цзоцзи (76) — китайский государственный деятель, министр трудовых ресурсов и социального обеспечения КНР (1998—2003)[318].
- Щитко, Анджей (65) — польский актёр[319].
- Эдельстен, Джеффри (78) — австралийский медицинский предприниматель[320].

## 10 июня

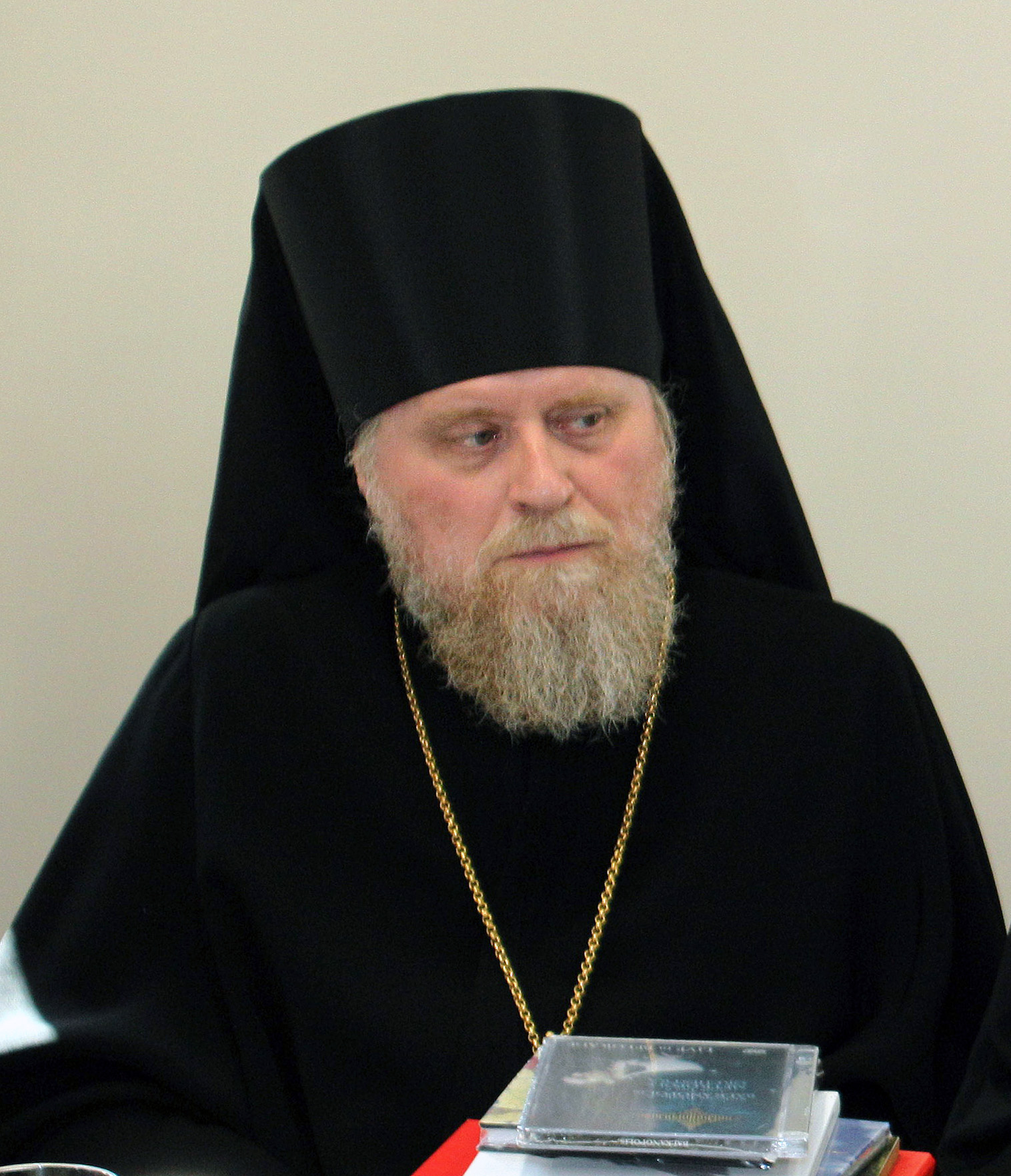
Александр (Ищеин)

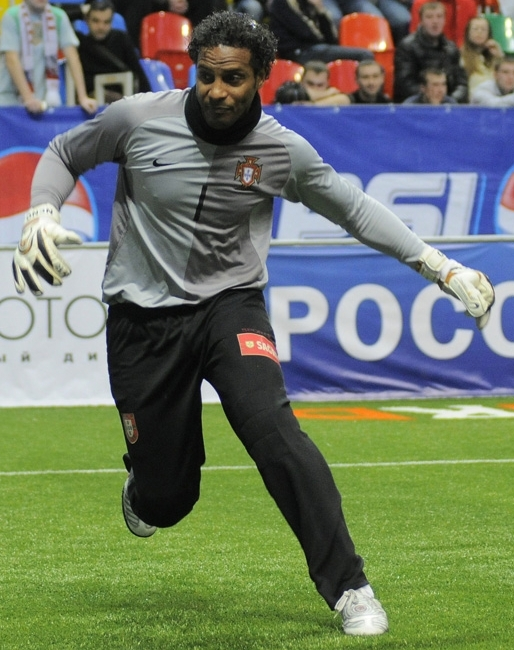
Нену

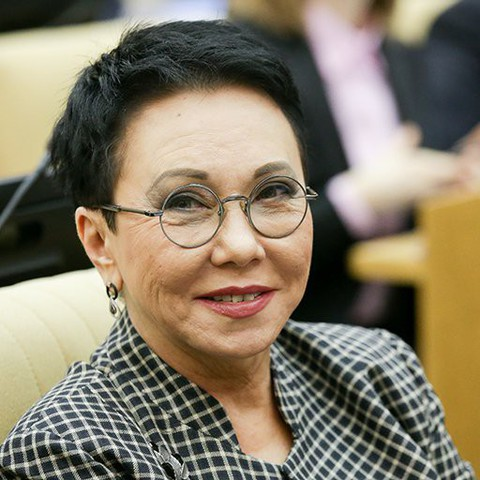
Лариса Шойгу

- Александр (Ищеин) (68) — иерарх Русской православной церкви, архиепископ Бакинский и Азербайджанский[321].
- Антропов, Константин Григорьевич (70) — советский и российский автогонщик, тренер и судья, мастер спорта международного класса[322].
- Дасгупта, Буддхадеб (77) — индийский поэт и кинорежиссёр[323].
- Иванов, Олег Леонидович (87) — советский и российский дерматолог, доктор медицинских наук (1984), профессор Сеченовского университета[324].
- Кагас, Дуглас (76 или 77) — филиппинский политик, член Палаты представителей Филиппин (1998—2007), губернатор Южного Давао (2007—2013, c 2016)[325].
- Льоренс Серра, Томас (84) — испанский искусствовед и музеолог, директор Центра искусств королевы Софии (1988—1990) и музея Тиссена-Борнемисы (1991—2005)[326].
- Магомедов, Махмуд-Апанди Омарович (69) — аварский поэт[327].
- Нену (59) — португальский футболист, игравший в национальной сборной (1989—1996)[328].
- Остонов, Сафар Остонович (72) — узбекский журналист и писатель, заслуженный журналист Узбекистана (1999), депутат Законодательной палаты Олий Мажлиса Республики Узбекистан (с 2019)[329].
- Пиковский, Александр Александрович (86) — советский и российский экономист, доктор экономических наук, профессор Новгородского государственного университета[330].
- Репин, Леонид Борисович (84) — советский и российский писатель и журналист, корреспондент «Комсомольской правды»[331].
- Савицкий, Пётр Иванович (84) — советский и российский правовед, доктор юридических наук (1980), профессор кафедры конституционного права УрГЮУ, заслуженный юрист Российской Федерации (1994)[332].
- Сингх, Дингко (42) — индийский боксёр, чемпион Азиатских игр (1998)[333].
- Схарн, Хайко (75) — нидерландский легкоатлет (бег на средние дистанции), участник летних Олимпийских игр 1972 года в Мюнхене[334].
- Шойгу, Лариса Кужугетовна (68) — российский политический деятель, депутат Государственной думы (с 2007 года), сестра Сергея Шойгу[335].

## 9 июня

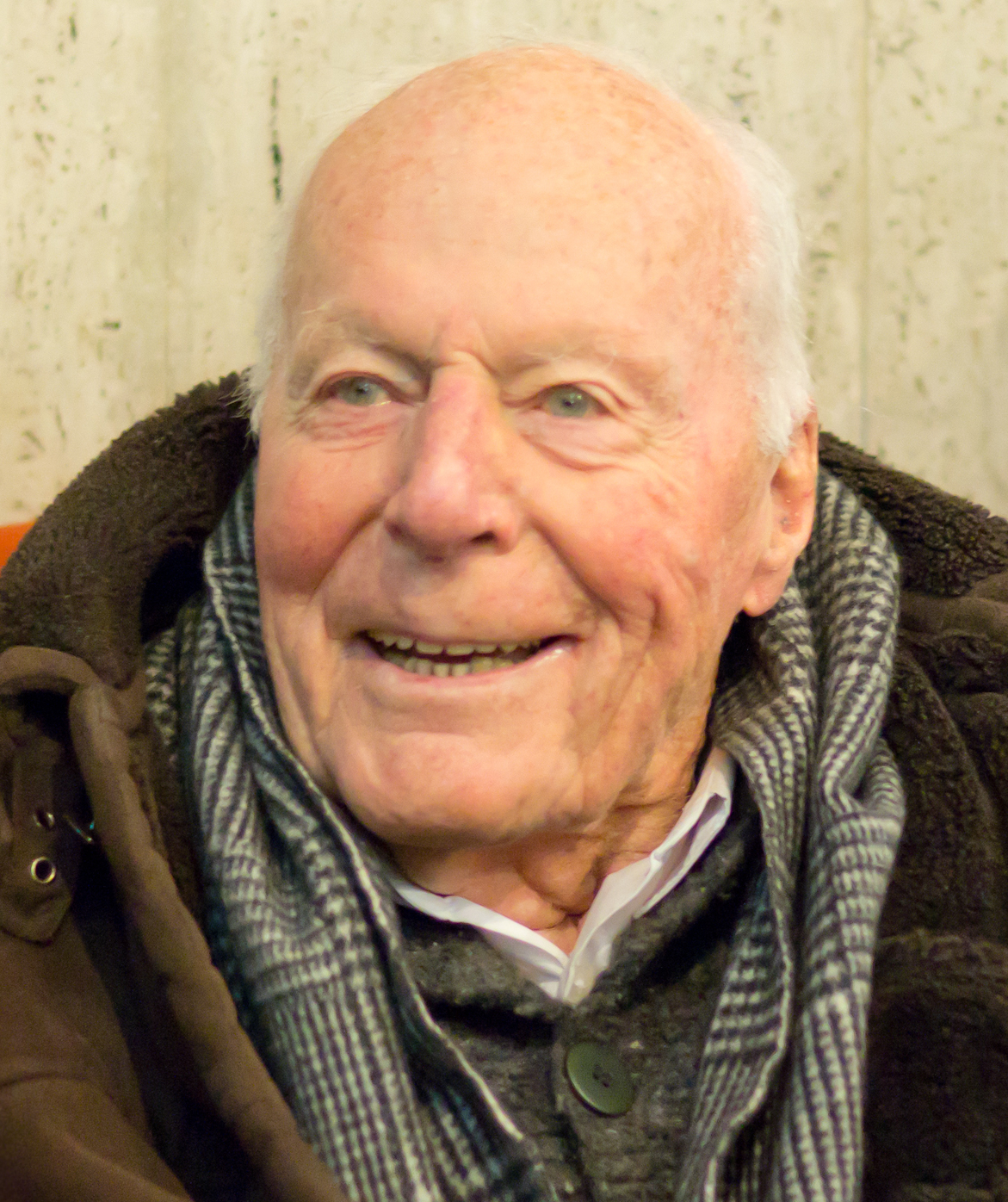
Готфрид Бём

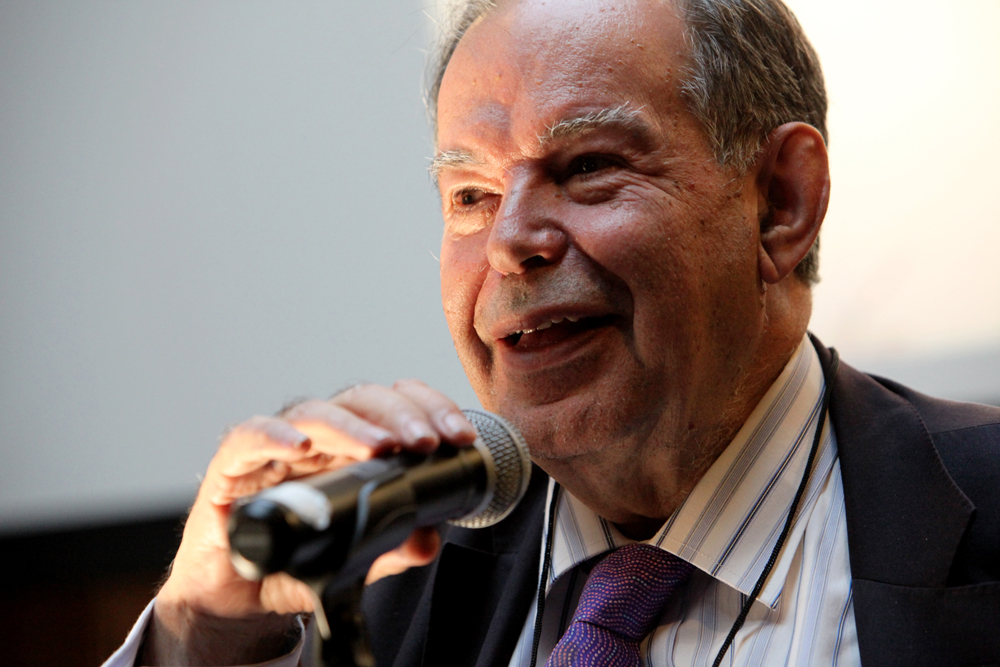
Эдвард де Боно

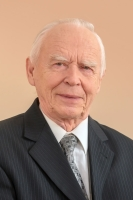
Юрий Дюжев

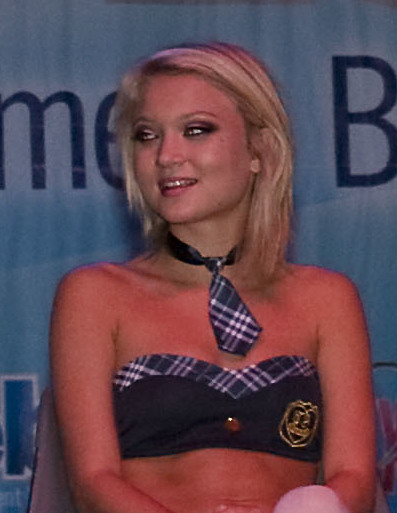
Кота Скай

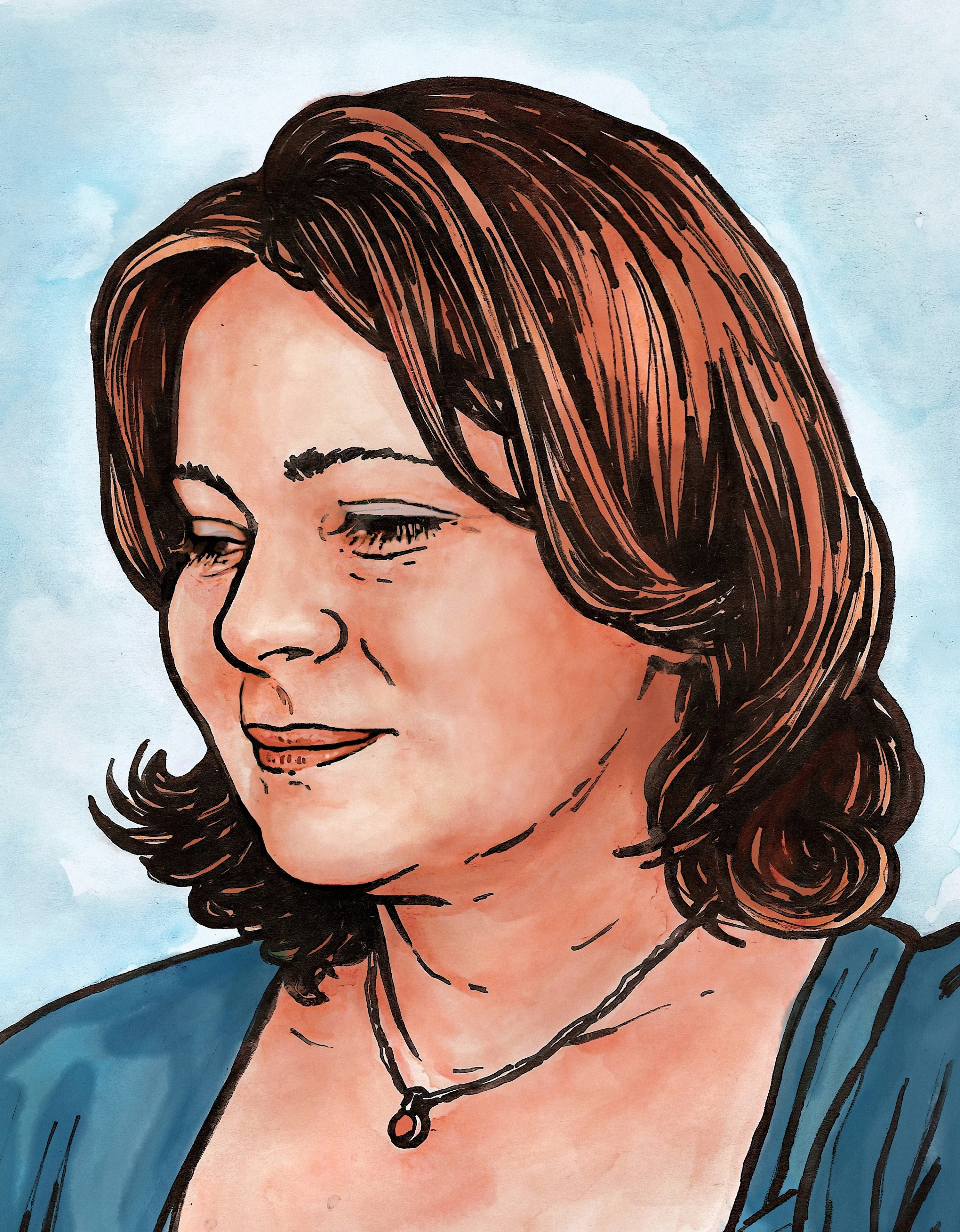
Либуше Шафранкова

- Азизбейли, Рамиз Гаджиага оглы (72) — азербайджанский актёр, народный артист Азербайджана (2008)[336].
- Ашляев, Казбек Сопыжанович (76) — советский и казахстанский боксёр и тренер, заслуженный тренер СССР[337].
- Басараба, Василий Наумович (73) — украинский поэт, писатель, журналист, краевед[338].
- Басинских, Владимир Иванович (80) — советский и российский стоматолог, заслуженный врач Российской Федерации (1997)[339].
- Бём, Готфрид (101) — немецкий архитектор и скульптор, лауреат Притцкеровской премии (1986)[340].
- Боно, Эдвард де (88) — мальтийский психолог и писатель[341].
- Бородин, Василий Андреевич (38) — русский поэт; самоубийство[342].
- Дансеркер, Дирк (58) — бельгийский полярный путешественник; погиб[343].
- Дюжев, Юрий Иванович (84) — советский и российский литературовед, заслуженный работник культуры Российской Федерации (1998)[344].
- Мусаев, Сулейман Ахмедович (78) — лакский писатель, поэт, журналист, переводчик[345].
- Сидорова, Валентина Васильевна (67) — советская рапиристка, чемпионка (1976 — в Монреале) и серебряный призёр (1980 — в Москве) летних Олимпийских игр, девятикратная чемпионка мира, заслуженный мастер спорта СССР (1976)[346].
- Скай, Дакота (27) — американская порноактриса[347].
- Тобуроков, Николай Николаевич (87) — советский и российский литературовед, доктор филологических наук (1987), профессор (1999)[348].
- Шафранкова, Либуше (68) — чехословацкая и чешская актриса[349].

## 8 июня

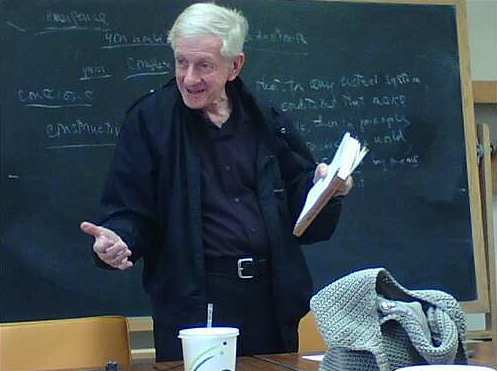
Джозеф Марголис

- Аскеева, Куляш (99) — советский государственный, общественный, хозяйственный, партийный и политический деятель[350].
- Кублицкая, Раиса Владимировна (93) — советский передовик сельскохозйственного производства, Герой Социалистического Труда (1976) (о смерти объявлено в этот день)[351].
- Марголис, Джозеф (97) — американский философ[352].
- Пажетнов, Валентин Сергеевич (84) — российский эколог, доктор биологических наук (1993), заслуженный эколог Российской Федерации (1999); утонул[353].
- Сёмин, Геннадий Владимирович (53) — советский и российский футболист, полузащитник и тренер. Выступал за воронежский «Факел» (1992—2000)[354].
- Стефанович, Елена Викторовна (69) — русская писательница, поэтесса и публицист[355].
- Тиихонен, Илпо (70) — финский писатель, лауреат премии Эйно Лейно (1991)[356].
- Швец, Татьяна Маркияновна (84) — советский и российский театральный художник, главный художник московского театра «У Никитских ворот» (1989—1996)[357].
- Шнейдер, Григорий Александрович (84—85) — советский и российский травматолог-ортопед, заслуженный врач Российской Федерации (2012)[358].

## 7 июня

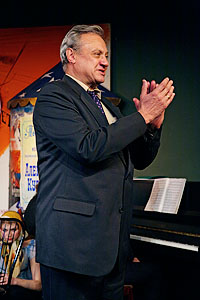
Виктор Рябов

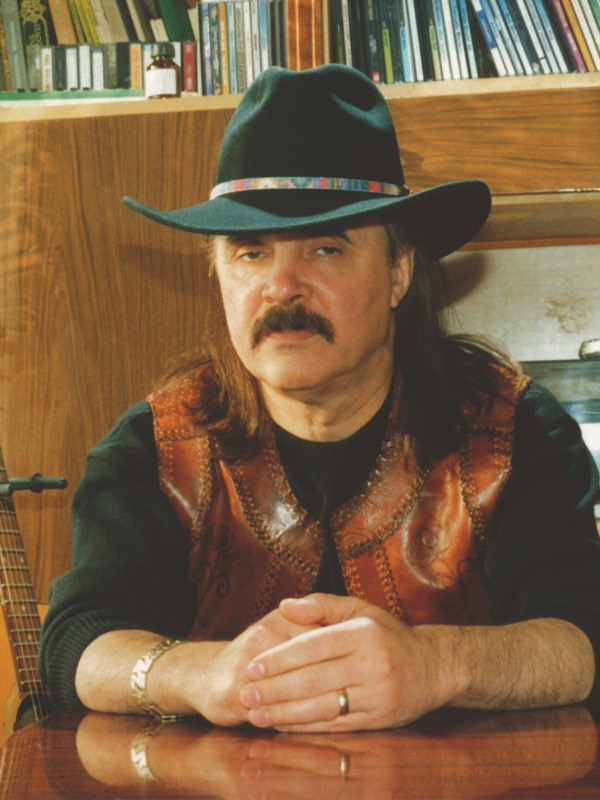
Юрий Садовник

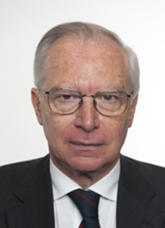
Гульельмо Эпифани

- Векслер, Игорь Маркович (83) — советский и российский журналист, корреспондент ТАСС[359].
- Гаврич, Бранко — сербский художник[360].
- Итуррате, Ренато (99) — чилийский шоссейный велогонщик, участник летних Олимпийских игр 1948 года в Лондоне[361].
- Карпеев, Михаил Поликарпович (98) — советский военный лётчик, участник Великой Отечественной войны, Герой Советского Союза (1945)[362].
- Кожокару, Вадим (60) — молдавский политик, депутат Парламента Молдавии (с 2009)[363].
- Крамер, Дуглас (89) — американский телевизионный продюсер[364].
- Мамедов, Рамиз Махмуд оглы (71) — азербайджанский географ, директор Института географии Национальной академии наук Азербайджана (с 2012 года), академик НАНА (2014)[365].
- Мохташамипур, Али Акбар (73/74) — иранский государственный деятель, министр внутренних дел (1985—1989), сооснователь организации «Хезболла»[366].
- Мун Ин Су (76) — южнокорейский поэт[367].
- Пиллау, Хорст (88) — немецкий драматург, писатель, сценарист[368].
- Робертс, Бен (70) — британский актёр[369].
- Рябов, Виктор Борисович (78) — советский и российский театральный режиссёр и театральный педагог, главный режиссёр Детского музыкального театра имени Н. И. Сац (с 1996 года), профессор ГИТИСа, заслуженный деятель искусств Российской Федерации (1993), сын Б. Э. Хайкина[370].
- Садовник, Юрий Петрович (69) — молдавский музыкант, певец, поэт, народный артист Молдавии (2011)[371].
- А. Л. Снейдерс (83) — нидерландский писатель[372].
- Солтан, Константин (75) — советский и молдавский спортивный функционер и менеджер, президент футбольного клуба «Зимбру»[373].
- Су Ижань (102) — китайский политический и государственный деятель, губернатор Шаньдуна (1979—1982), секретарь Шаньдунского комитета КПК (1982—1985)[374].
- Сурти-Ричард, Шалин (66) — южноафриканская киноактриса[375].
- Чапковский, Юрий Константинович (81) — советский и российский общественный и государственный деятель, писатель, народный депутат РСФСР (1990—1993)[376].
- Эпифани, Гульельмо (71) — итальянский профсоюзный и политический деятель, генеральный секретарь Всеобщей итальянской конфедерации труда (2002—2010), национальный секретарь Демократической партии (2013)[377].
- Ю Сан Чхоль (49) — южнокорейский футболист, игравший в национальной сборной[378].

## 6 июня

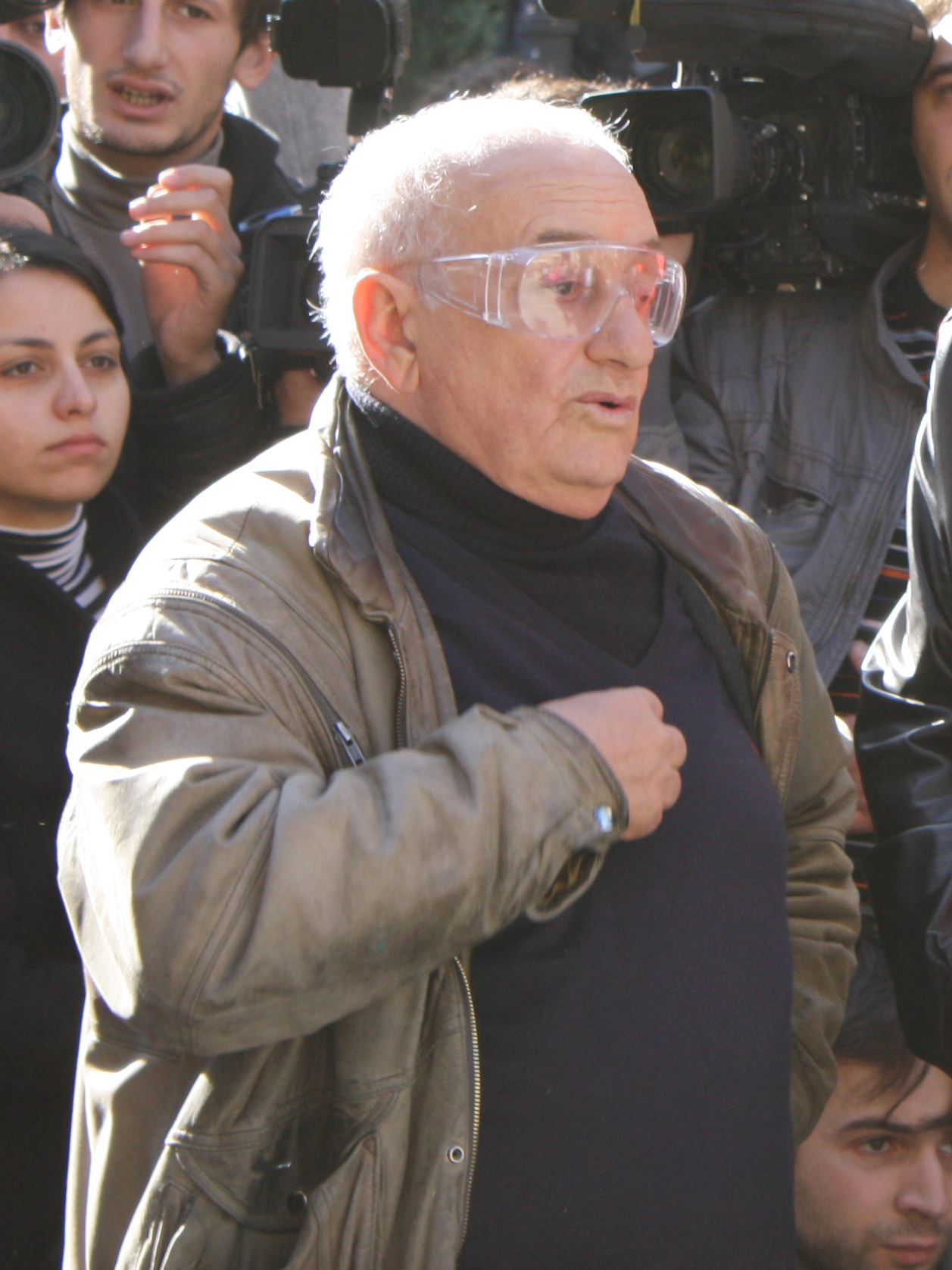
Резо Габриадзе

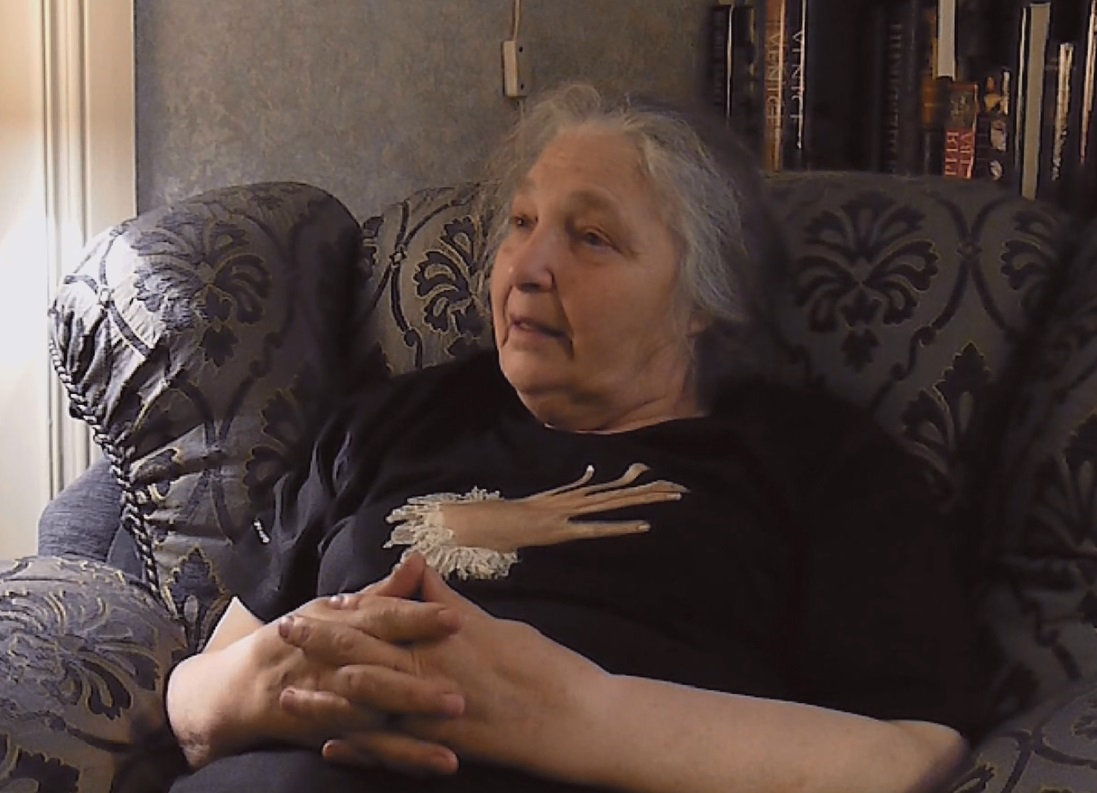
Вера Зелинская

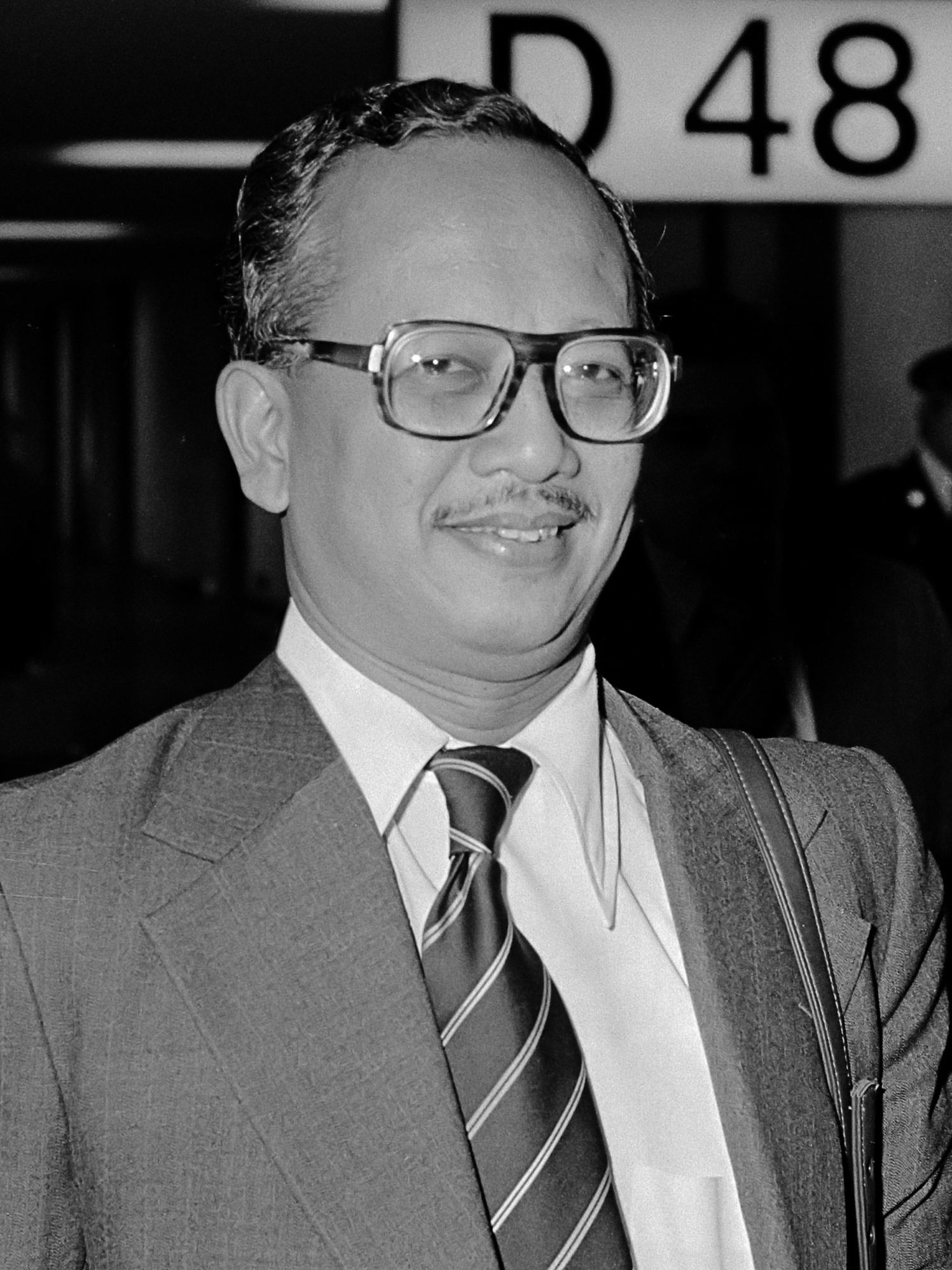
Мохтар Кусумаатмаджа

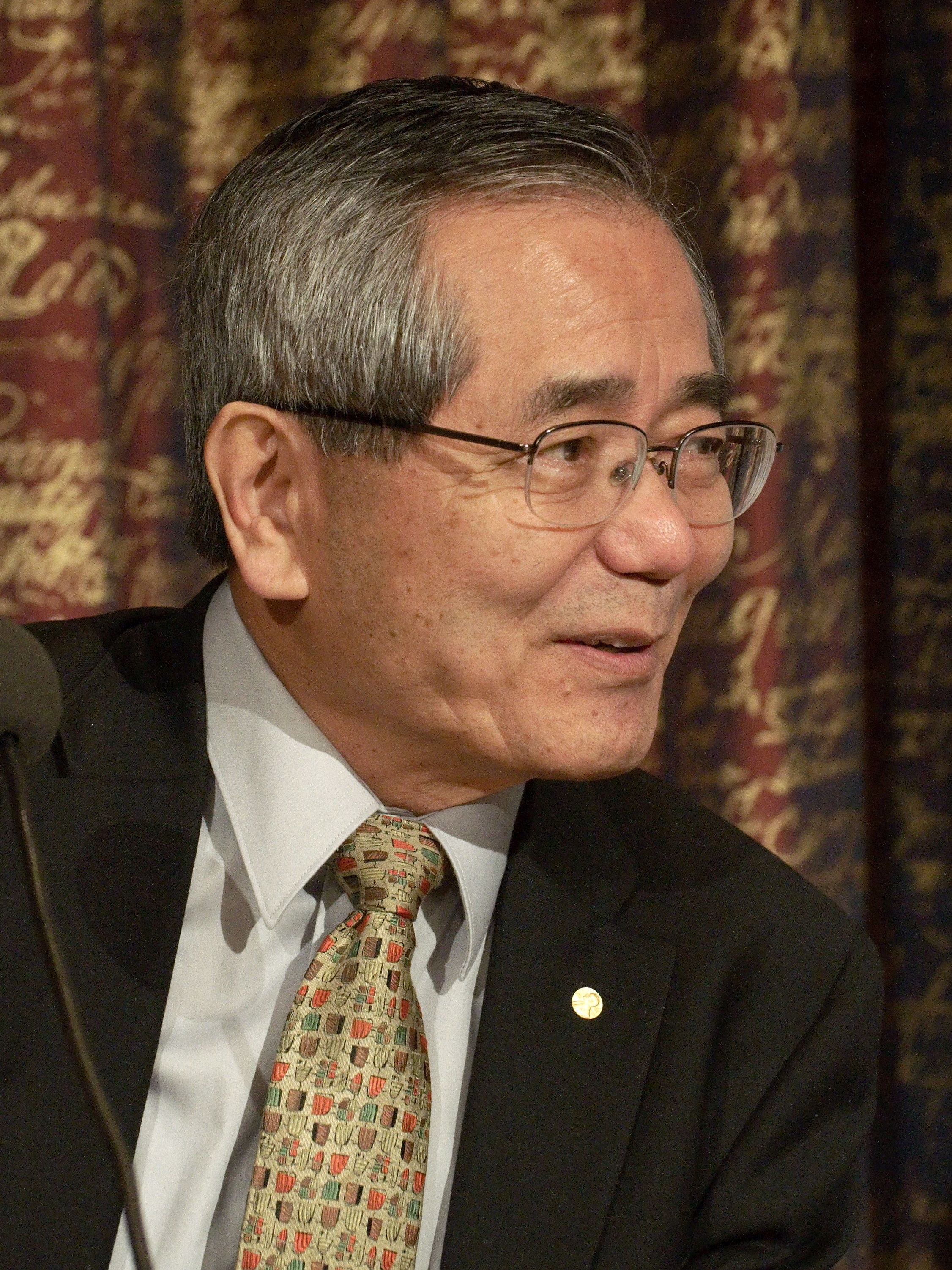
Эйити Нэгиси

- Амаду, Камила (82) — бразильская актриса[379].
- Андрей (Хиррон) (77) — архиерей Святой православной церкви Северной Америки, епископ (2013—2019) и митрополит (с 2019) Торонтский[380].
- Волкова, Римма Степановна (80) — советская и российская оперная певица, народная артистка Российской Федерации (1995); ДТП[381].
- Вонг, Филип (82) — гонконгский политик, член Законодательного совета Гонконга (1991—2012)[382].
- Габриадзе, Резо Леванович (84) — советский и грузинский сценарист, драматург, режиссёр, художник, скульптор, народный артист Грузинской ССР (1987)[383].
- Глаголин-Гусев, Борис Алексеевич (91) — советский и российский актёр и режиссёр, заслуженный деятель искусств Российской Федерации (1993)[384].
- Деретич, Йован (82) — сербский публицист и писатель[385].
- Зелинская, Вера Евгеньевна (74) — советский и российский художник-постановщик, художник по костюмам, дизайнер, заслуженный художник Российской Федерации (2019)[386].
- Иванов, Анатолий Александрович (76) — советский и российский певец, солист Ансамбля песни и пляски Северного флота, народный артист Российской Федерации (2004)[387].
- Кусумаатмаджа, Мохтар (91) — индонезийский государственный деятель, министр юстиции (1973—1978), министр иностранных дел (1978—1988)[388].
- Лонской, Валерий Яковлевич (80) — советский и российский кинорежиссёр, сценарист, прозаик, народный артист Российской Федерации (2001)[389].
- Моги, Кийо (91) — японский сейсмолог[390].
- Нэгиси, Эйити (85) — японский химик, лауреат Нобелевской премии по химии (2010)[391].
- Оджех, Мансур (68) — французский бизнесмен[392].
- Омаров, Омар Алиевич (82) — советский и российский физик, ректор Дагестанского государственного университета (1992—2007), академик РАО (2005)[393].
- Хеллем, Рольф (97) — норвежский политик, депутат Стортинга (1965—1981)[394].
- Симон, Виктор Львович (91) — советский и российский виолончелист, народный артист РСФСР (1988)[395].
- Сурекха (66) — индийская киноактриса[396].

## 5 июня
- Бесфамильный, Анатолий Фёдорович (83) — главный тренер сборной команды СССР по вертолетному спорту (1973—1988), один из основателей вертолетного пилотажа[397][398].
- Гозоев, Валентин Андреевич (78) — российский тренер по вольной борьбе, заслуженный тренер России, арбитр международной категории[399].
- Душман, Давид Александрович (98) — советский шпажист, советский, австрийский и немецкий тренер по фехтованию, чемпион СССР (1951), заслуженный тренер СССР, последний остававшийся в живых освободитель Освенцима[400].
- Ишкельдин, Максим Витальевич (30) — российский спортсмен (хоккей с мячом), шестикратный чемпион мира, заслуженный мастер спорта[401].
- Оденигбо, Кельвин (20) — нигерийский футболист («Витебск»); утонул[402].
- Ондрова, Ирена (71) — чешская политическая деятельница, член Сената Чехии (1996—2002)[403].
- Панда, Атал Бихари (92) — индийский актёр, драматург и поэт[404].
- Ти Би Джошуа (57) — нигерийский телеевангелист[405].
- Тьягу, Паулу (75) — бразильский кинорежиссёр[406].

## 4 июня

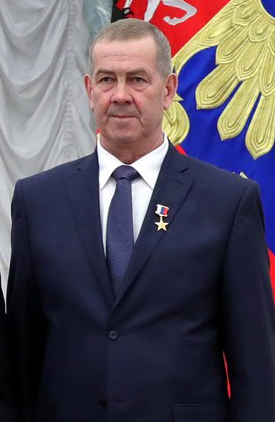
Алексей Иванов

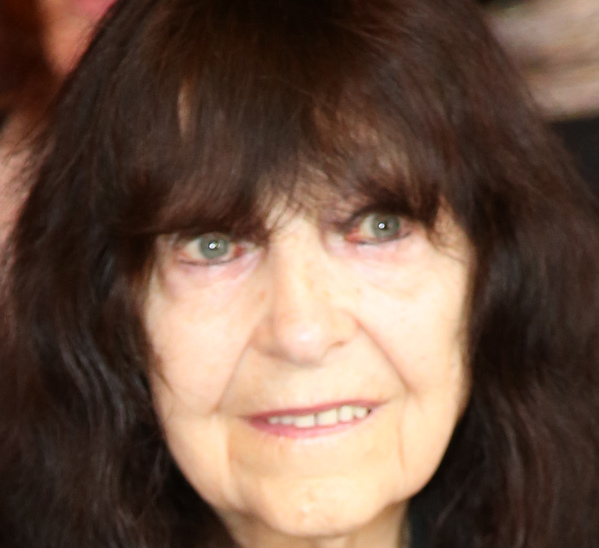
Фридерика Майрёккер

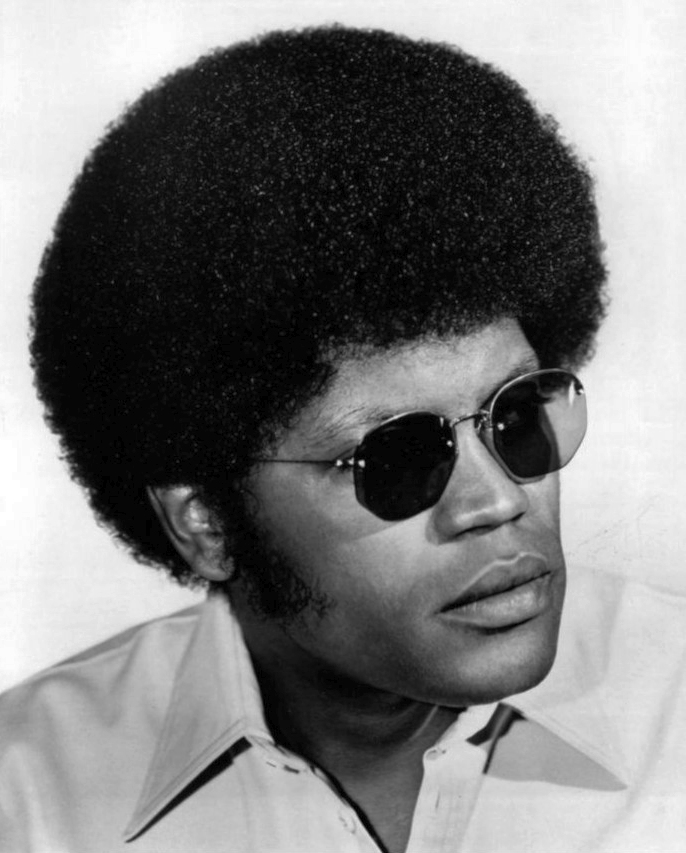
Кларенс Уильямс

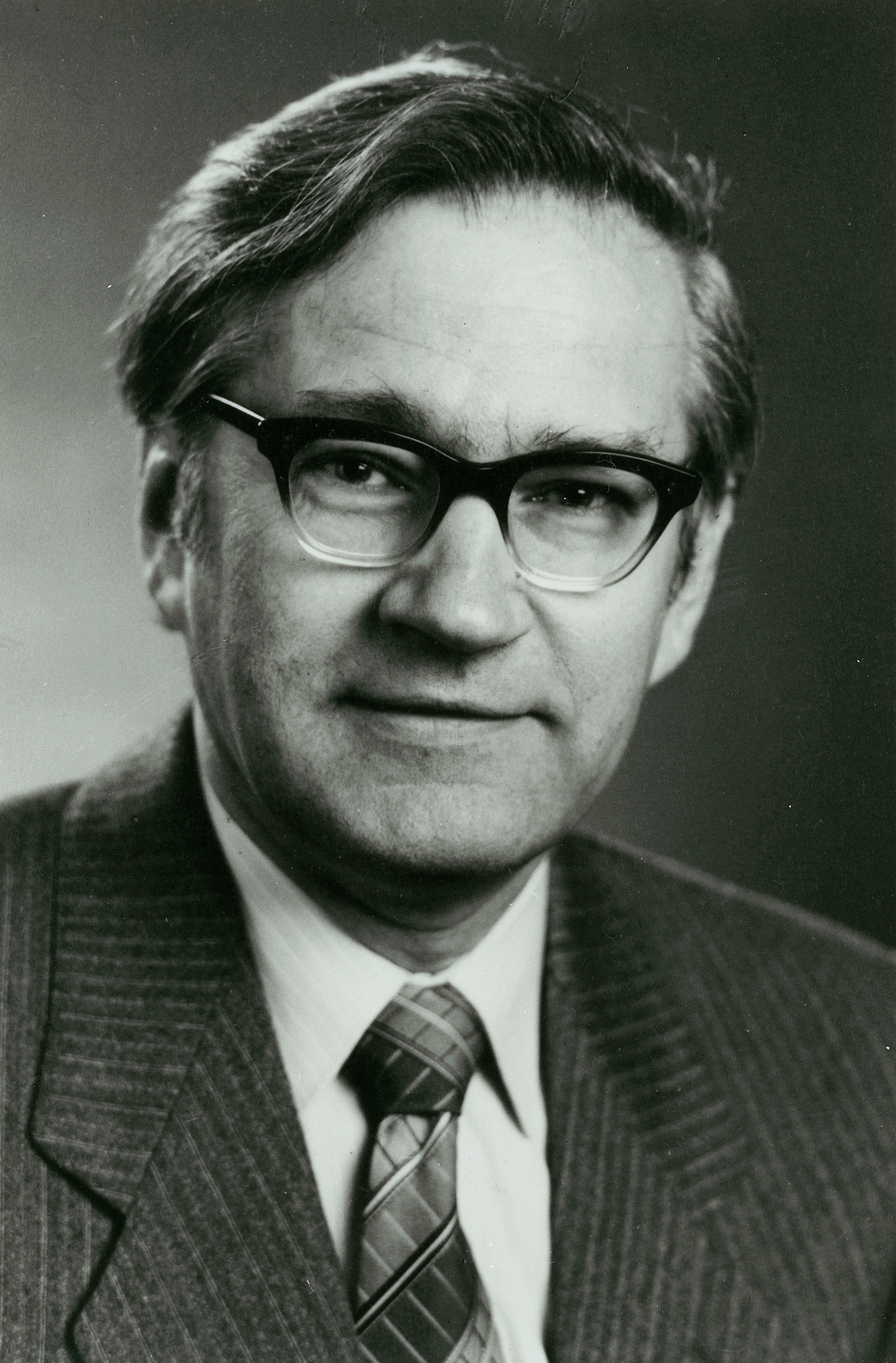
Рихард Эрнст

- Галстян, Вилен Шмавонович (80) — советский и армянский артист балета и балетмейстер, главный балетмейстер Театра оперы и балета имени А. А. Спендиарова (1979—1983), народный артист Армянской ССР (1967)[407].
- Дамаскин, Олег Валерьевич (81) — советский и российский правовед, доктор юридических наук (1994), профессор, заслуженный юрист Российской Федерации[408].
- Динниулов, Дамир Равильевич (58) — российский государственный деятель, генерал-майор полиции[409].
- Егоров, Борис Ефимович (65) — российский психотерапевт и телеведущий, доктор медицинских наук (1997), профессор кафедры психотерапии, медицинской психологии и сексологии РМАПО[410][411].
- Елевферий (Козорез) (67) — епископ Русской православной церкви, архиепископ Чимкентский и Таразский (с 1991 года)[412].
- Зеленецкий, Владимир Александрович (73) — советский и украинский архитектор[413].
- Иванов, Алексей Михайлович (69) — судовой слесарь-монтажник, Герой Труда Российской Федерации (2017)[414].
- Капранов, Вадим Павлович (81) — советский баскетболист, советский и российский тренер, бронзовый призёр летних Олимпийских игр в Мехико (1968), старший тренер сборной России (2001—2004), заслуженный тренер СССР (1980)[415].
- Майрёккер, Фридерика (96) — австрийский поэт, прозаик, драматург[416].
- Матиссен, Эске (77) — датский поэт[417].
- Микшиев, Пётр Григорьевич (86) — советский и российский актёр, артист Национального театра Карелии (с 1959 года), народный артист Российской Федерации (2002)[418].
- Моор, Валерий Климентьевич (71) — российский архитектор, заслуженный архитектор Российской Федерации (2002), член-корреспондент РААСН (2010)[419].
- Навроцкий, Борис Александрович (79) — советский и российский философ, доктор философских наук (1986), профессор ВолгГТУ[420].
- Онегов, Анатолий Сергеевич (86) — русский писатель-натуралист[421].
- Паттерсон, Джон Малкольм (99) — американский государственный деятель, 44-й губернатор Алабамы (1959—1963)[422].
- Рамарао, Калипатнам (96) — индийский поэт и писатель[423].
- Сердцев, Николай Иванович (73) — российский военачальник, начальник Инженерных войск Вооружённых сил Российской Федерации (1999—2008), генерал-полковник (2000)[424].
- Уильямс, Кларенс (81) — американский актёр[425].
- Цястонь, Владислав (96) — польский генерал, начальник Службы безопасности ПНР (1981—1986)[426].
- Эрнст, Рихард (87) — швейцарский физикохимик, лауреат Нобелевской премии по химии (1991), иностранный член РАН (1999)[427].

## 3 июня

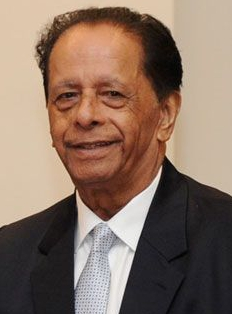
Анируд Джагнот

- Аркадий (Афонин) (77) — архиерей Русской православной церкви, епископ Южно-Сахалинский и Курильский (1993—1997, 1999—2001), епископ Томский и Асиновский (1997—1998)[428].
- Богданов, Игорь Валентинович (66) — советский и украинский архитектор, главный архитектор Днепропетровска (1998—2004)[429].
- Бора, Лакшми Нандан (89) — индийский писатель[430].
- Басаппа Джая (76) — индийская актриса[431].
- Герасимов, Юрий Тимофеевич (83) — советский и российский художник, заслуженный художник Российской Федерации[432].
- Джагнот, Анируд (91) — государственный деятель Маврикия, премьер-министр (1982—1995, 2000—2003, 2014—2017) и президент (2003—2012)[433].
- Дорнбах, Алайош (85) — венгерский политический деятель, вице-спикер Национального собрания Венгрии (1990—1994)[434].
- Жемчужный, Георгий Николаевич (76) — советский и российский цыганский актёр и режиссёр, народный артист Российской Федерации (1998)[435].
- Завгородний, Николай Владимирович (68) — украинский артист оперетты, актёр Одесского театра музыкальной комедии (с 1980 года), народный артист Украины (2014)[436].
- Каданников, Владимир Васильевич (79) — советский и российский организатор производства, генеральный директор АвтоВАЗа (1988—2005), первый заместитель председателя правительства Российской Федерации (1996), Герой Социалистического Труда (1991)[437].
- Кузьмицкий, Александр Александрович (85) — советский и российский инженер, генеральный директор ПО «Рубин» (1974—1979), директор Российского НИИ информационных технологий и систем автоматизированного проектирования (1997—2014), лауреат Государственной премии СССР (1977)[438].
- Леви, Семён Романович (64) — российский государственный деятель, заместитель министра природных ресурсов и экологии Российской Федерации (2008—2016), действительный государственный советник Российской Федерации 1-го класса[439].
- Миллер, Алан (51) — английский футболист, вратарь «Арсенала»[440].
- Торанян, Торос Хачерович (93) — армянский писатель[441].
- Туников, Геннадий Михайлович (79) — специалист в области разведения, генетики и технологии животноводства, доктор сельскохозяйственных наук, профессор, ректор РГАТУ (1986—2010)[442].
- Файхтингер, Вильфрид (70) — австрийский гинеколог[443].
- Хэйман, Дамарис (91) — британская актриса[444].
- Чермак, Марсель (79) — французский психиатр и психоаналитик[445].
- Шептекита, Валерий Иванович (80) — советский и украинский актёр театра и кино, народный артист Украины (2000)[446].
- Яцу, Ёсио (86) — японский государственный деятель, министр сельского хозяйства, лесных угодий и рыбного промысла Японии (2000—2001)[447].

## 2 июня

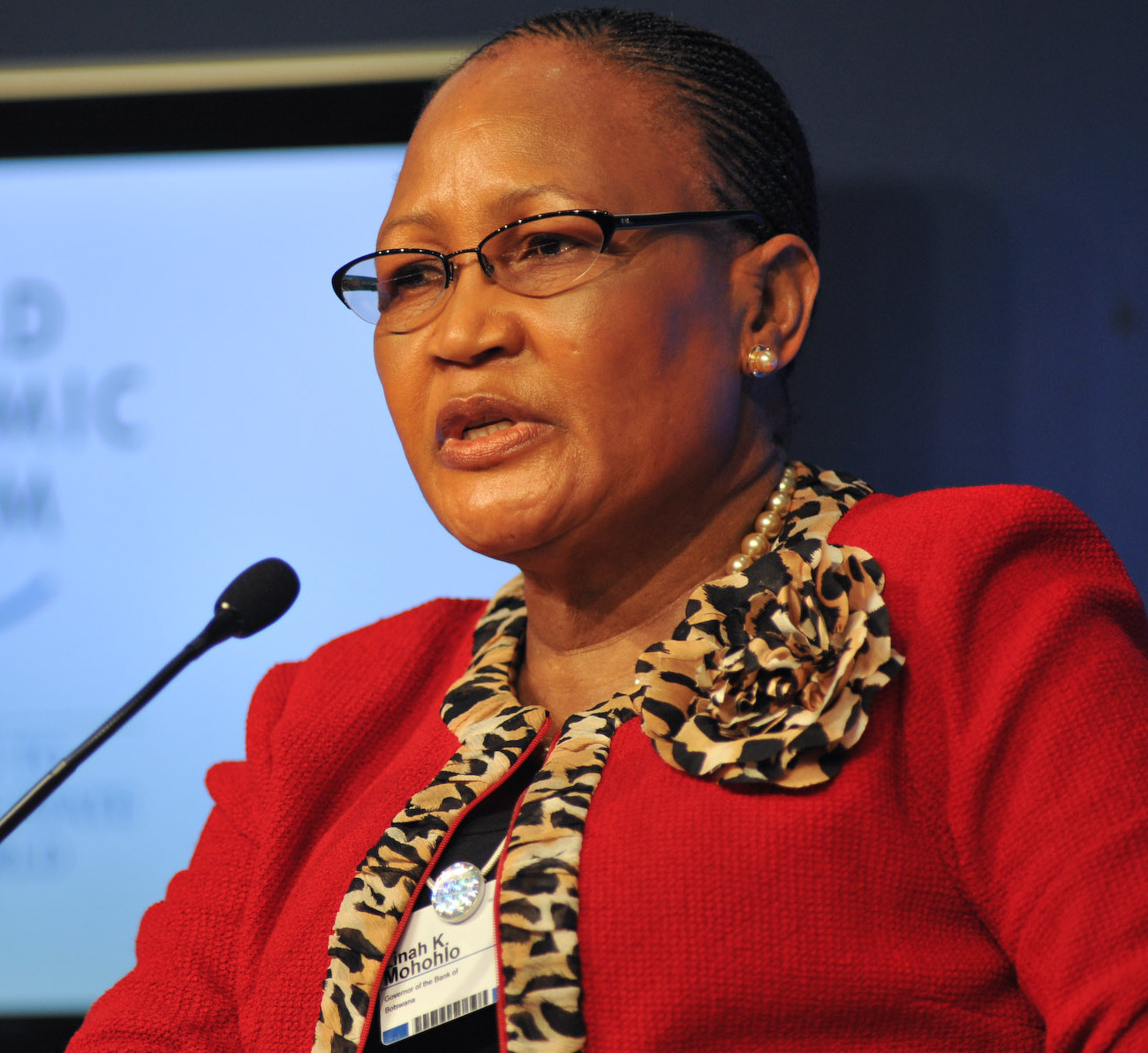
Лина Мохохло

- Баянбаев, Кастек (84) — казахский детский писатель, поэт, переводчик[448].
- Болекбаев, Сагади Байузакович (75) — советский и казахстанский философ, общественный деятель и публицист[449].
- Ващенко, Илья Михайлович (83) — советский и российский почвовед, доктор биологических наук (1982), профессор МПГУ (1983)[450].
- Донован, Раймонд (90) — американский государственный деятель, министр труда (1981—1985)[451].
- Ефремова, Вера Андреевна (91) — советский и российский театральный режиссёр и педагог, художественный руководитель (с 1974) и главный режиссёр (с 2017) Тверского театра драмы, народная артистка РСФСР (1980)[452].
- Лайвли, Эрни (74) — американский актёр[453].
- Лакин, Константин Михайлович (81) — советский и российский композитор[454].
- Луизелли, Бруно (87) — итальянский филолог, специалист по латинской литературе[455].
- Лунин, Станислав Олегович (28) — казахстанский футболист, игравший в национальной сборной[456].
- Махсудов, Абдурашид Гасанович (86) — советский и российский актёр театра и кино, артист Лезгинского драматического театра (с 1955 года), заслуженный артист Российской Федерации (2004)[457].
- Мобли, Эрик (51) — американский профессиональный баскетболист («Милуоки Бакс»)[458] (о смерти объявлено в этот день).
- Мохохло, Лина (69) — ботсванский экономист, глава Банка Ботсваны (1999—2016)[459].
- Пардю, Джеймс (76) — американский дипломат, посол США в Болгарии (2002—2005)[460].
- Погребинский, Андрей Михайлович (45) — российский актёр и каскадёр[461].
- Рамачандран Г. (73) — индийский кинопродюсер, сценарист и актёр[462].
- Релинг, Дэвид (72) — датский юрист, журналист и политик, заместитель председателя Европейского секретариата Комитета по окружающей среде (1987—1996)[463].
- Рысмендиев, Алмаз Асанович (79) — советский и киргизский государственный и общественный деятель, заслуженный работник промышленности Кыргызстана[464].
- Сартор, Отторино (75) — перуанский футболист, обладатель Кубка Америки в составе национальной сборной (1975)[465].
- Ханнан, Шах Абдул (82) — бангладешский исламский философ, писатель, экономист, педагог[466].

## 1 июня

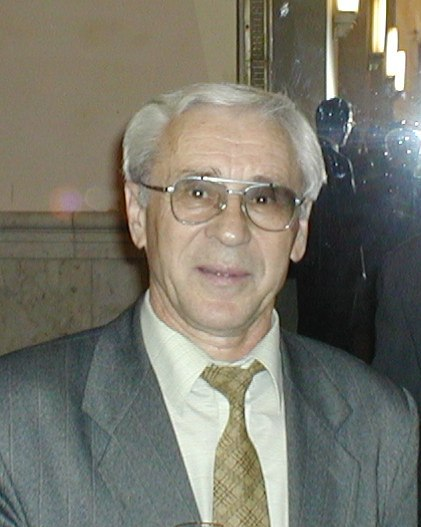
Валентин Бутузов

- Амадей Савойский-Аостский (77) — герцог Аостский (с 1948 года), принадлежавший к Савойской династии[467].
- Аш-Шарки, Аднан (79) — ливанский футболист и менеджер национальной сборной Ливана[468].
- Бутузов, Валентин Фёдорович (81) — советский и российский математик, доктор физико-математических наук (1979), заслуженный профессор МГУ (2005)[469].
- Вахид, Файзул (56) — индийский исламский деятель, первый переводчик Корана на язык гуджари[470].
- Видаурре, Виолета (92) — чилийская киноактриса[471].
- Войтович, Евгений Константинович (84) — советский и белорусский дипломат и государственный деятель, министр культуры Белорусской ССР/Республики Беларусь (1988—1993), посол Белоруссии в Литве (1993—1998)[472].
- Горюнов, Валерий Викторович (75) — советский и российский хормейстер и педагог, профессор кафедры хорового дирижирования Московской государственной консерватории, заслуженный деятель искусств Российской Федерации (1995)[473].
- Джаит, Хишем (85) — тунисский историк и исследователь ислама[474].
- Джамай, Халид (76—77) — марокканский журналист и писатель[475].
- Кривонос, Феодор (58) — белорусский священник, исследователь репрессий большевиков против духовенства[476].
- Лакурсьер, Жак (89) — канадский писатель и историк[477].
- Лим Кок Винг (75) — малайзийский академик, основатель и президент Лимковинского университета творческих технологий[478].
- Майкапар, Александр Евгеньевич (74) — советский и российский пианист, клавесинист и органист, музыкальный публицист и организатор фестивалей, внук Самуила Майкапара[479].
- Макушкин, Виктор Миронович (80) — советский и российский литературовед, ректор Мордовского педагогического института (1992—2007)[480].
- Мессажер, Мэтью (71) — французский поэт[481].
- Мэтьюс, Банни (70) — американский художник и писатель[482].
- Новоа, Ховино — чилийский юрист и государственный деятель, президент Сената Чили (2009—2010)[483].
- Пасхольд, Христиан (72) — немецкий скульптор[484].
- Пиньейро Амиго, Хосе Мануэль (83) — испанский политический деятель и юрист, депутат Парламента (1977—1982)[485].
- Рутман, Боб (90) — американский музыкант, композитор и искусствовед[486].
- Рыбнов, Александр Валерьевич (53) — российский хоровой дирижёр, главный хормейстер Московского музыкального театра имени К. Станиславского и В. Немировича-Данченко (с 1996 года)[487].
- Сангла, Рауль (90) — французский журналист, кинорежиссёр и сценарист[488].
- Семер, Паула (96) — бельгийская актриса и политический деятель, член Сената Бельгии (1995—1999)[489].
- Стуруа, Мэлор Георгиевич (93) — советский и российский журналист-международник[490].
- Трам Ив Тек (72) — камбоджийский государственный деятель, министр почт и телекоммуникаций (2016—2020), министр общественных работ и транспорта (2008—2016)[491].
- Тхапа, Уджвал (44) — непальский политический деятель, организатор и президент партии Бибекшил Непали[492].
- Уолтхолл, Роми (57) — американская киноактриса[493].
- Ширер Ян (79) — новозеландский государственный деятель, министр окружающей среды; науки и технологии; радиовещания (1981—1984)[494].
- Федотов, Александр Сергеевич[значимость?] (65) — российский художник[495].
- Шихларов, Самедага Мамед оглы (65) — советский и азербайджанский футболист, игрок клуба «Нефтчи» (1974, 1977—1980 и 1982—1984); ДТП[496].
- Эрнандес, Роман (71) — кубинский шахматист, гроссмейстер (1978)[497].